# Piramide di Djoser
Il complesso funerario di Djoser, o piramide a gradoni di Djoser, è una struttura funeraria eretta nella necropoli di Saqqara (Egitto), a nord-est dell'antica città di Menfi. Venne eretta per la sepoltura di Djoser o Zoser, sovrano della III dinastia, dal suo architetto Imhotep.
La piramide gradonata è la struttura principale di un vasto complesso funerario costituito da una grande corte circondata da strutture cerimoniali e da strutture decorative con innovazioni realizzate per la prima volta, quali i padiglioni, le colonne scanalate, le edicole, i portici, i propilei, le lesene e il capitello a foglie pendule mai più usato. Considerata la più antica tra quelle egizie, consiste di sei mastabe (di dimensioni decrescenti) costruite una sull'altra e mostrano come il progetto si sia modificato in itinere. L'edificio originale aveva un'altezza di 60 metri ed una base di 109 × 125 metri, per la sua edificazione venne usata pietra calcarea ed è considerato la più antica struttura egizia, di grandi dimensioni, edificata interamente in pietra.

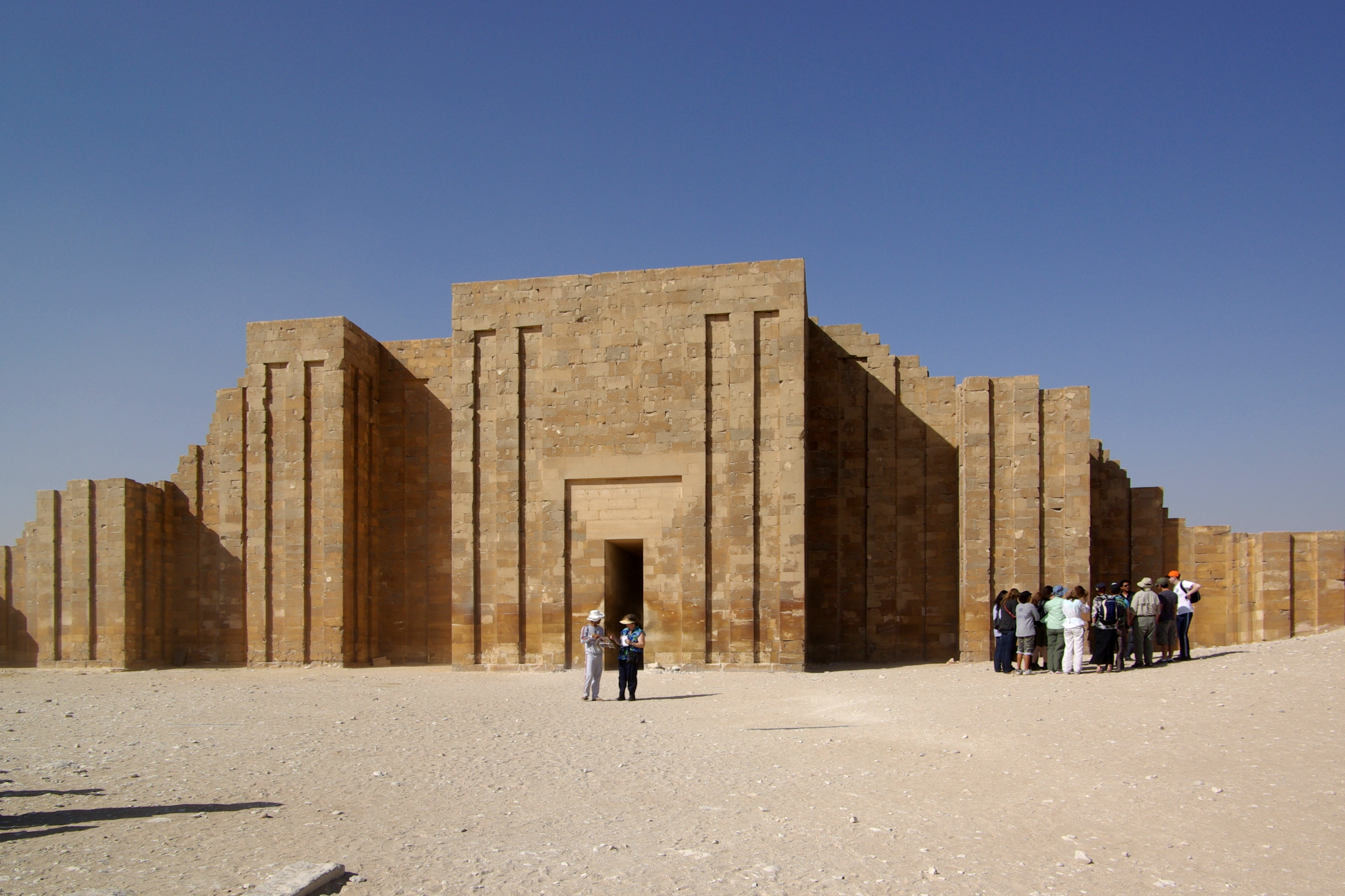
Cinta muraria del complesso funerario

Il muro che recintava, come una fortezza,  «la dimora di eternità» del sovrano Djoser, è la replica funeraria del Muro Bianco di Narmer ma realizzato in versione semplificata. Alto più di 10 metri, ha una lunghezza totale di circa 1 chilometro e mezzo racchiudendo una superficie di circa 15 ettari con 211 bastioni e 14 false porte oltre all'unico varco d'ingresso situato vicino all'angolo di sud-est che consente l'accesso al corridoio ove inizia il colonnato. Era rivestito con bianchi blocchi calcarei di Tura accuratamente disposti in quello che successivamente diventerà il motivo decorativo a facciata di palazzo.

## Vista d'insieme
|  |

## Piramide

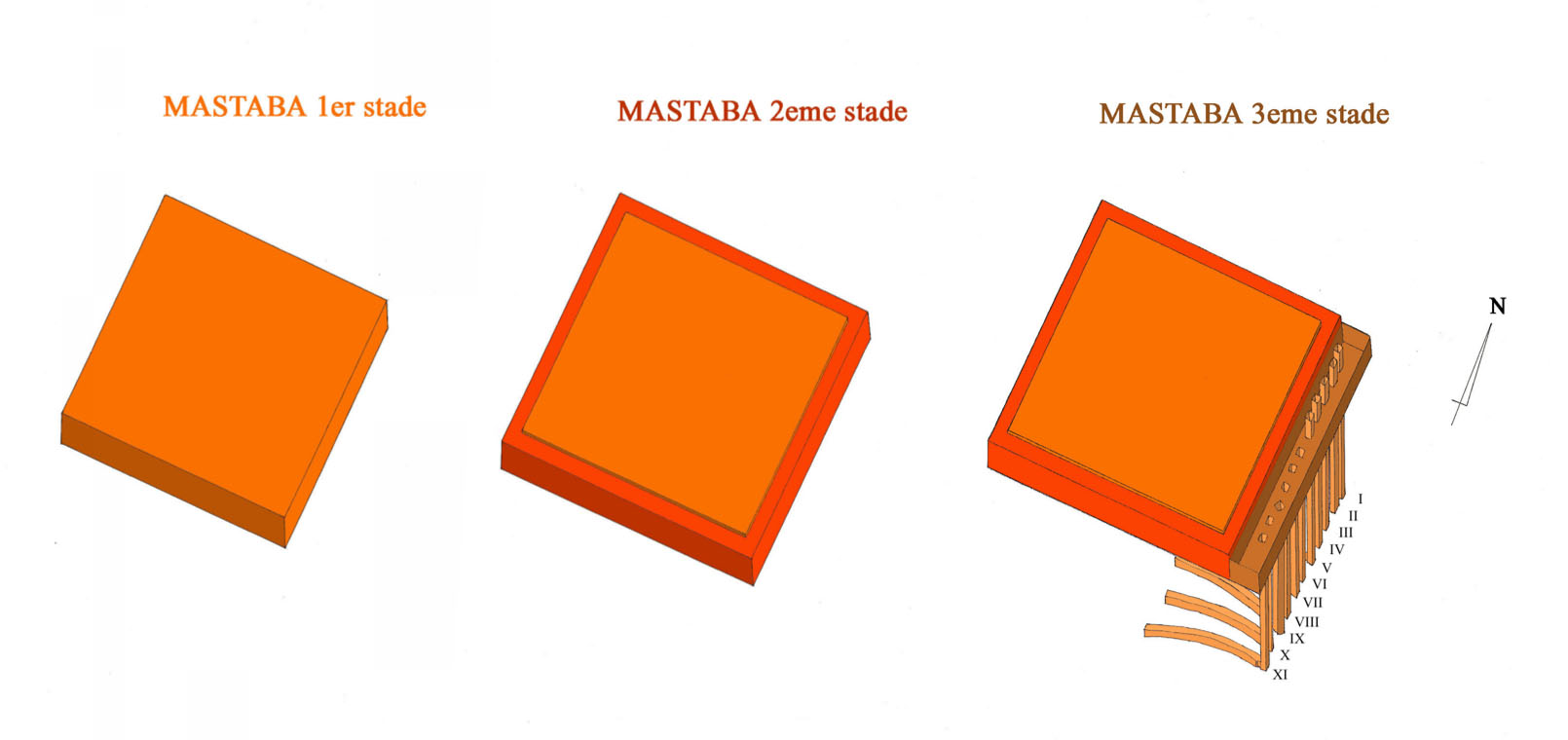
Ampliamenti successivi della mastaba originaria

La piramide di Djoser, che più specificatamente è definibile come mastaba a gradoni, fu la prima e la più antica piramide costruita in pietra che si connetteva al concetto mistico del tumulo primevo dei miti cosmogonici per creare un collegamento celeste tra il sovrano defunto e le divinità attraverso un grandioso edificio simile ad una scala elevata al cielo verso il sole.
Per mezzo di questa scala il sovrano defunto poteva congiungersi a Ra nella sua barca solare nel momento in cui il sole nascente illuminava la sommità della costruzione.

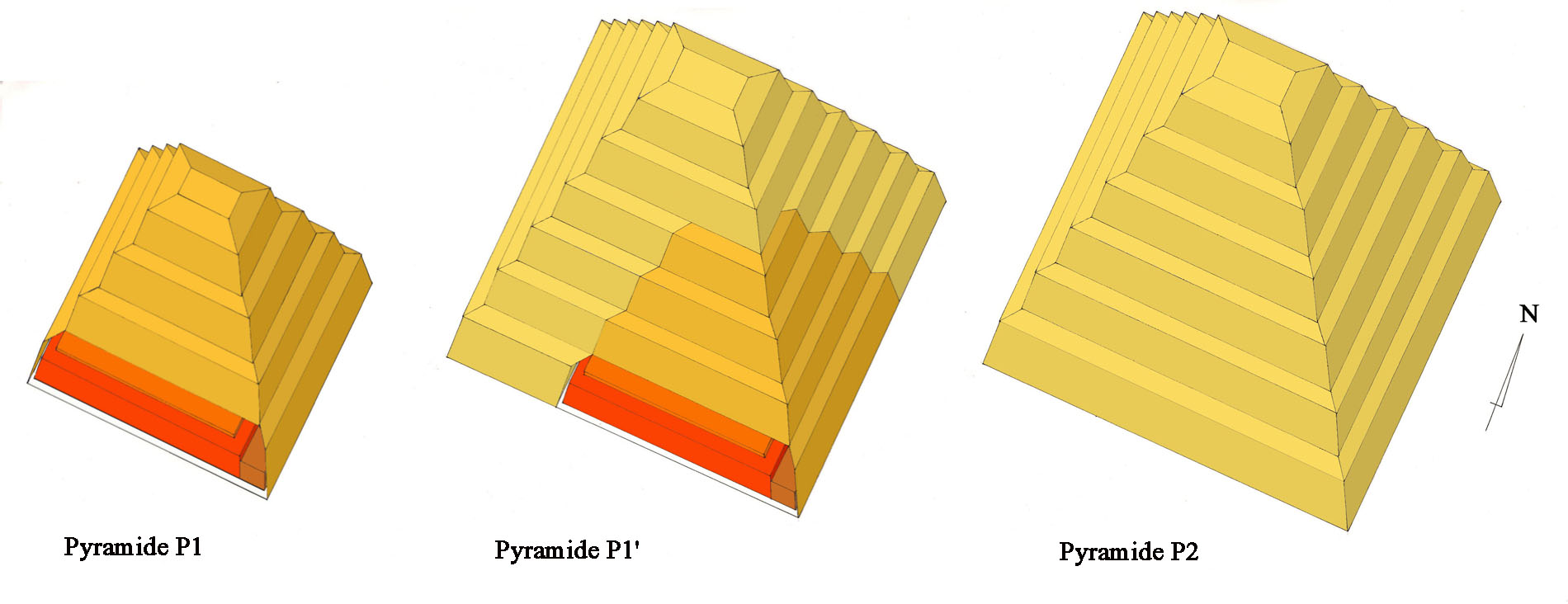
Ampliamenti successivi della piramide a gradoni

Questa piramide non rappresentava quindi solo una fase verso l'edificazione, che avverrà circa 200 anni dopo a Giza, della piramide perfetta rappresentante il raggio solare, ma era anche un'ulteriore evoluzione verso la teologia propria della IV dinastia che vedeva nel sovrano oltre alla personificazione di Horo anche un figlio di Ra regnante sulla terra come sua stessa manifestazione, teoria che si manterrà per tutta la storia religiosa dell'antico Egitto.
La piramide nasce da una mastaba quadrata che copriva un pozzo verticale profondo 28 metri e che fu successivamente ampliata dandole pianta rettangolare.
Con un ulteriore ampliamento, vennero costruiti quattro gradoni e l'altezza raggiunse i 42 metri.
Imhotep, architetto reale, intervenne con lo scopo di realizzare un monumento di spettacolare grandiosità, ampliandola ancora aggiungendo altri due gradoni che portarono l'altezza a 60 metri e facendola rivestire con lastre di calcare bianco.

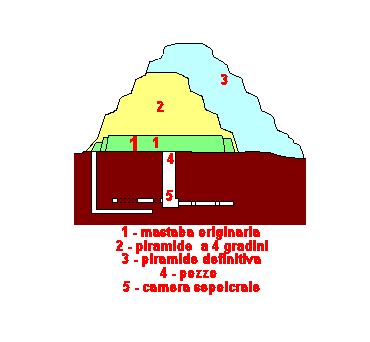
Vista in spaccato della piramide

Gli egittologi sono stati in grado di capire le varie evoluzioni grazie alla parziale scomparsa del primo gradone lungo il lato est sotto il quale è apparsa la mastaba.
La punta della piramide aveva una terrazza al posto del pyramidion e l'insieme appariva proprio come la scala sacra che consentiva l'ascesa al cielo dell'anima del sovrano.
Nel lato nord vi è l'entrata che si apre su una discenderia orientata a nord-sud che conduce ad un pozzo, un tempo sbarrato con un blocco di 3 tonnellate e che sbocca nella camera sepolcrale rivestita in granito rosa, alta 4 metri e dove fu seppellito il sovrano.
Della sua salma, che non ci è pervenuta, rimane unicamente il piede sinistro che attualmente si trova all'Istituto di Medicina del Cairo e che venne ritrovato tra le macerie che coprivano il pavimento.

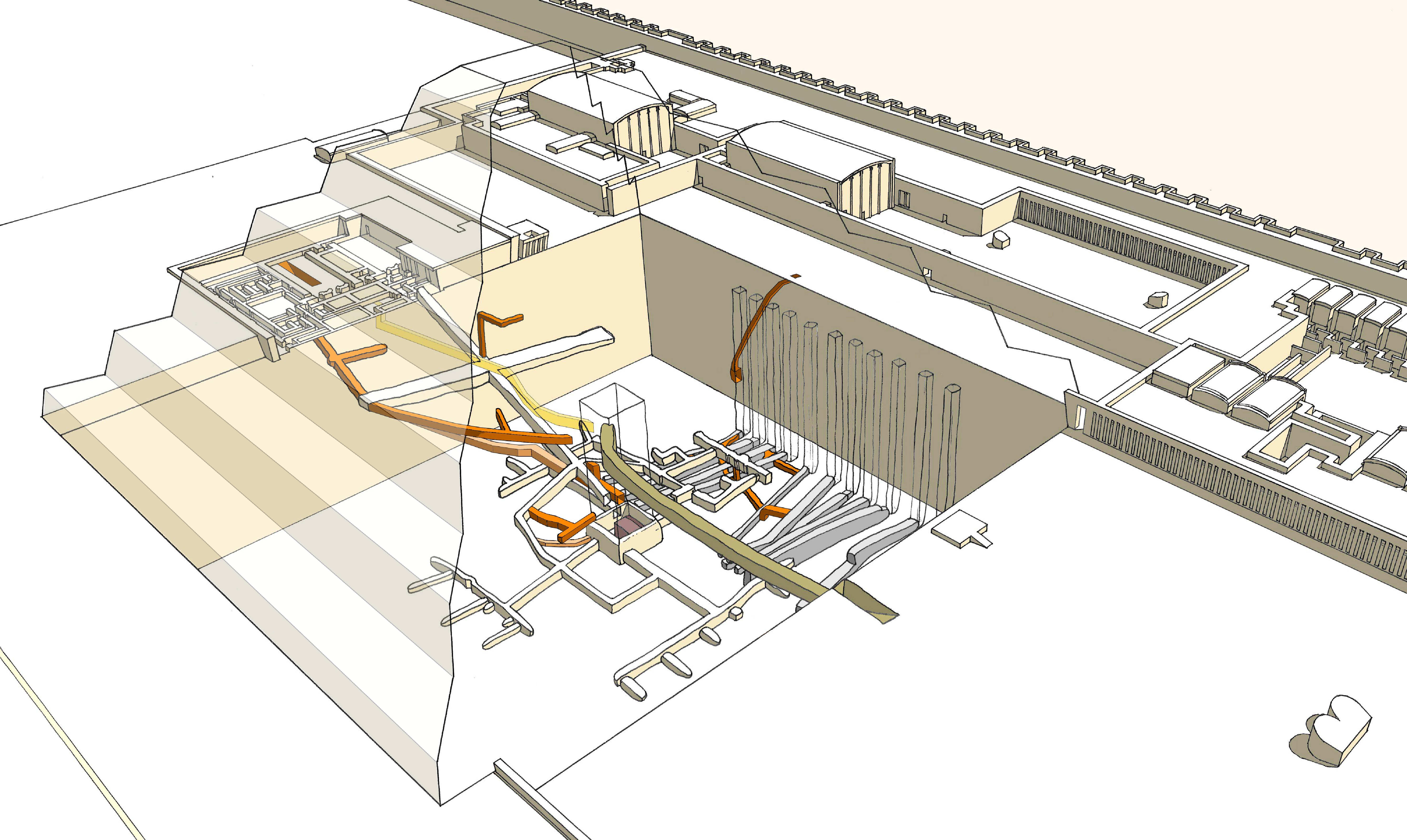
Gallerie del complesso funerario

Dal grande pozzo verticale partono 4 corridoi orientati verso i punti cardinali che successivamente si ramificano in un dedalo di gallerie estremamente articolato con numerosi appartamenti ipogei distribuiti intorno alla camera sepolcrale e tra questi vi sono le famose "Stanze blu" il cui nome è dovuto al rivestimento realizzato con piastrelle di faience turchese, colore questo simboleggiante la rinascita.
Altre due camere sono decorate con tre false porte dalla cornice ornata da serekht con il nome più antico della titolatura reale scritto in geroglifici e con bassorilievi rappresentanti il sovrano in abbigliamento sacerdotale mentre officia sacri riti.

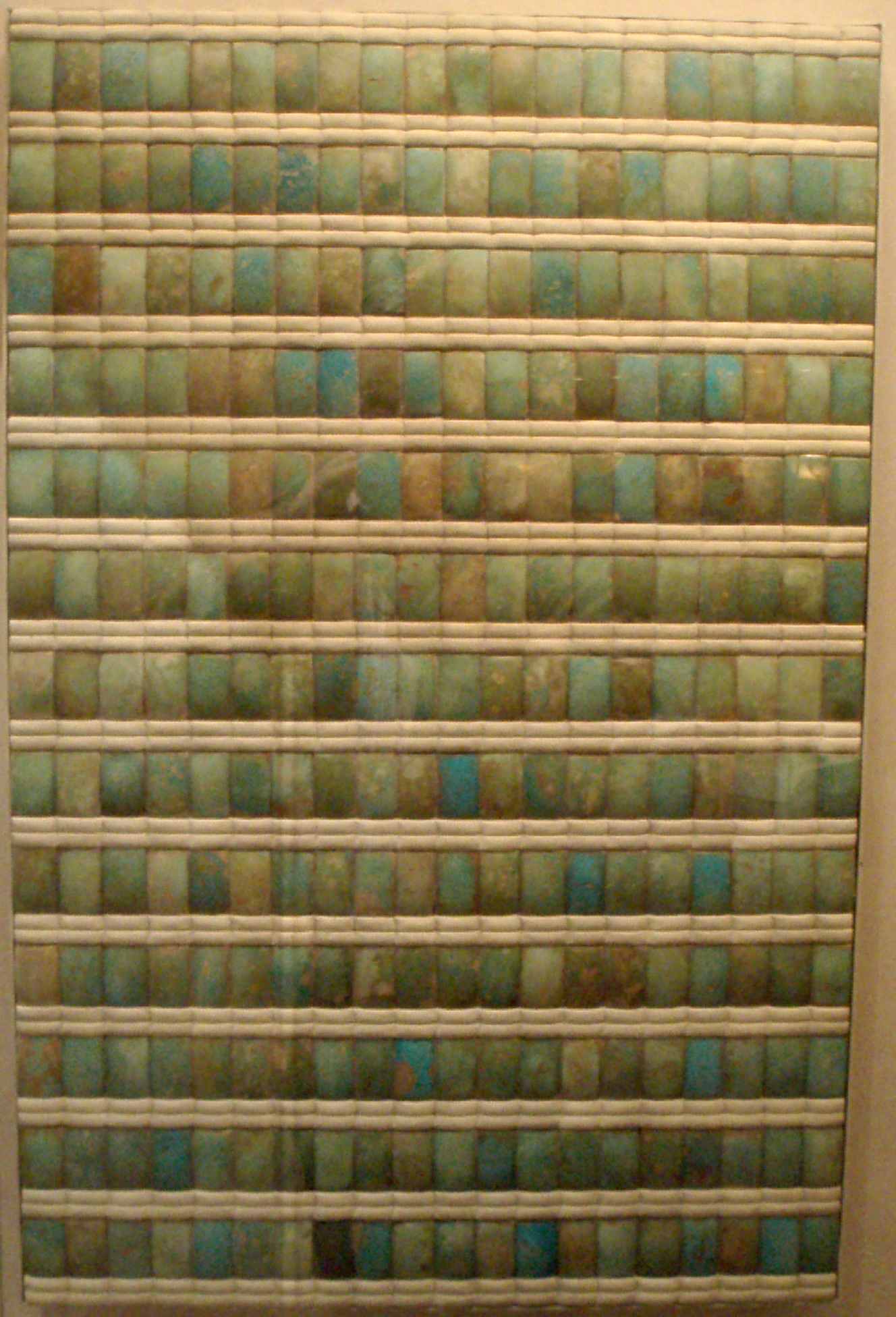
Rivestimento con piastrelle in faïence turchese

L'appartamento funerario è decorato da migliaia di piastrelle, incastonate nel calcare giallo delle pareti, che rappresentano fasci di giunchi con modanature in candida pietra, imitanti le corde che li legavano e da pilastri djed.
Alla base della piramide, sul lato est, vi sono 11 pozzi dal cui fondo partono ulteriori gallerie che erano i luoghi di sepoltura di principesse ed infanti reali e dove furono trovati frammenti di legno dorato, vasi finemente cesellati ed un sarcofago in alabastro contenente i resti di un fanciullo.

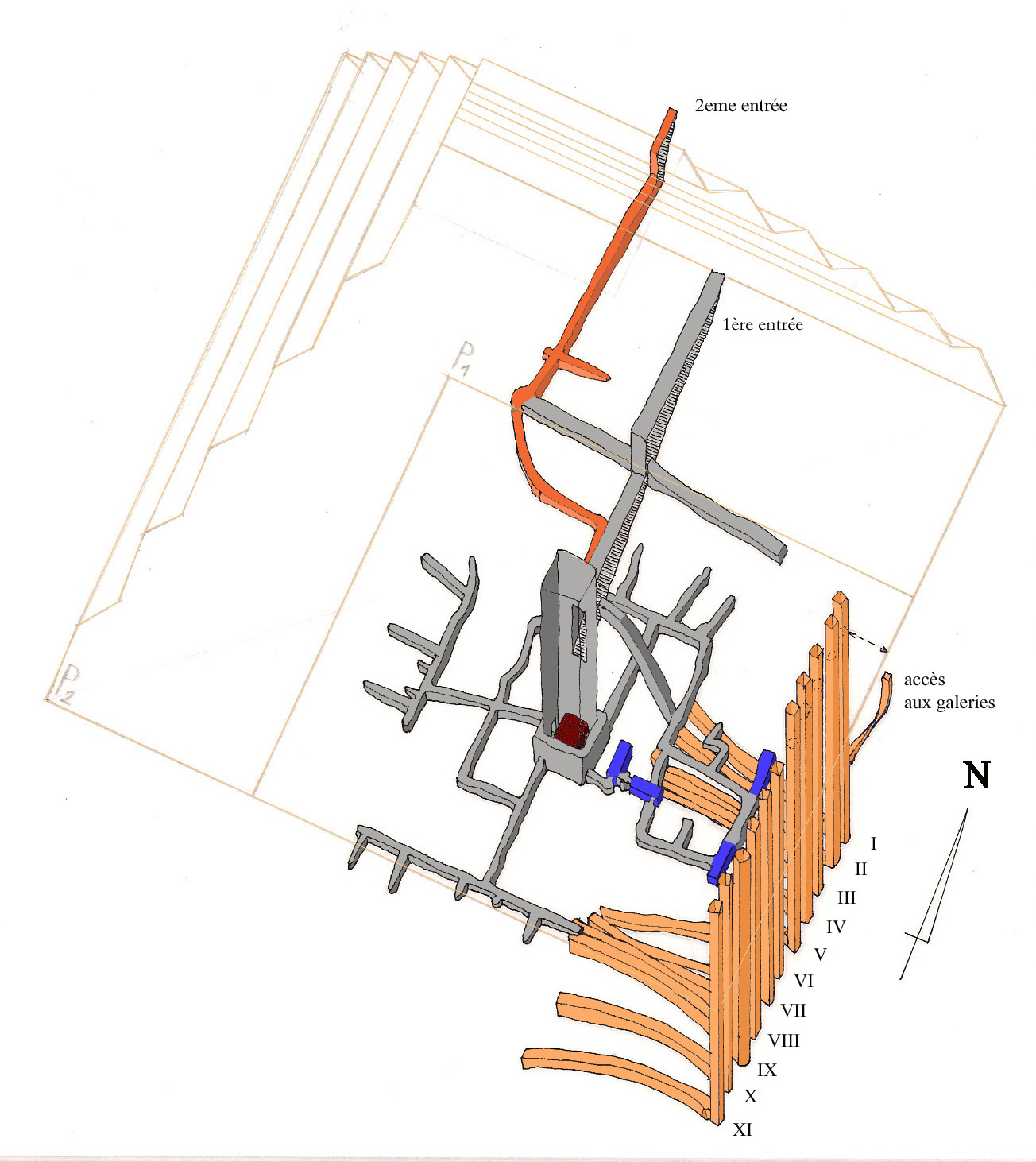
Pianta della piramide con evidenziati i pozzi

In un'altra galleria furono ritrovate decine di tonnellate di piatti, tazze e vasi creati in alabastro e pietre dure quali onice, scisto, porfido, quarzo, serpentino e breccia, recanti serekh di sovrani protodinastici e da Djoser dedicati ai suoi antenati.
Purtroppo essendo crollato il soffitto delle gallerie, i reperti integri furono solo qualche centinaia su 36.000 oggetti inventariati da Jean-Philippe Lauer, sia pure in modo approssimativo.

### Storia
La storia recente della piramide comincia nel 1818 con Heinrich Menu von Minutoli che iniziò gli scavi intorno ad un arcaico edificio, semisepolto dalla sabbia del deserto, chiamato dalla popolazione "Ahram El Mudarraga" ossia "piramide a gradini" e nel quale scoprì subito un sarcofago.
Il 28 dicembre 1821, Girolamo Segato penetrò nella piramide trovandola peraltro già violata.
Arrivò fino alla camera sepolcrale, ove trovò un sarcofago in granito rosso vuoto, alle stanze blu, la cui scoperta è erroneamente attribuita a Lauer, ed essendo un valente artista eseguì numerosi disegni della piramide e degli interni.
Gli unici ritrovamenti furono un pezzo di mummia, una maschera funeraria, un paio di sandali dorati, vasi frammentati ed un contenitore con sigilli originali contenente un liquido denso ed oleoso ma tutti questi reperti, con numerosi altri, andarono persi quando la nave che li trasportava affondò nel Mare del Nord all'imboccatura dell'Elba.
Dopo alcuni anni di oblio, nel 1837, Vyse scoprì un deposito di mummie, senza arredi funerari, ed altre gallerie.
Nel 1842, Lepsius visitò la piramide e fece smontare gli architravi posti nelle stanze blu perché ricchi di iscrizioni e perché riportavano un serekht sempre con lo stesso nome, che risultava sconosciuto nelle liste reali ma che era indubbiamente del proprietario della piramide, questo nome era Netjerykhet.

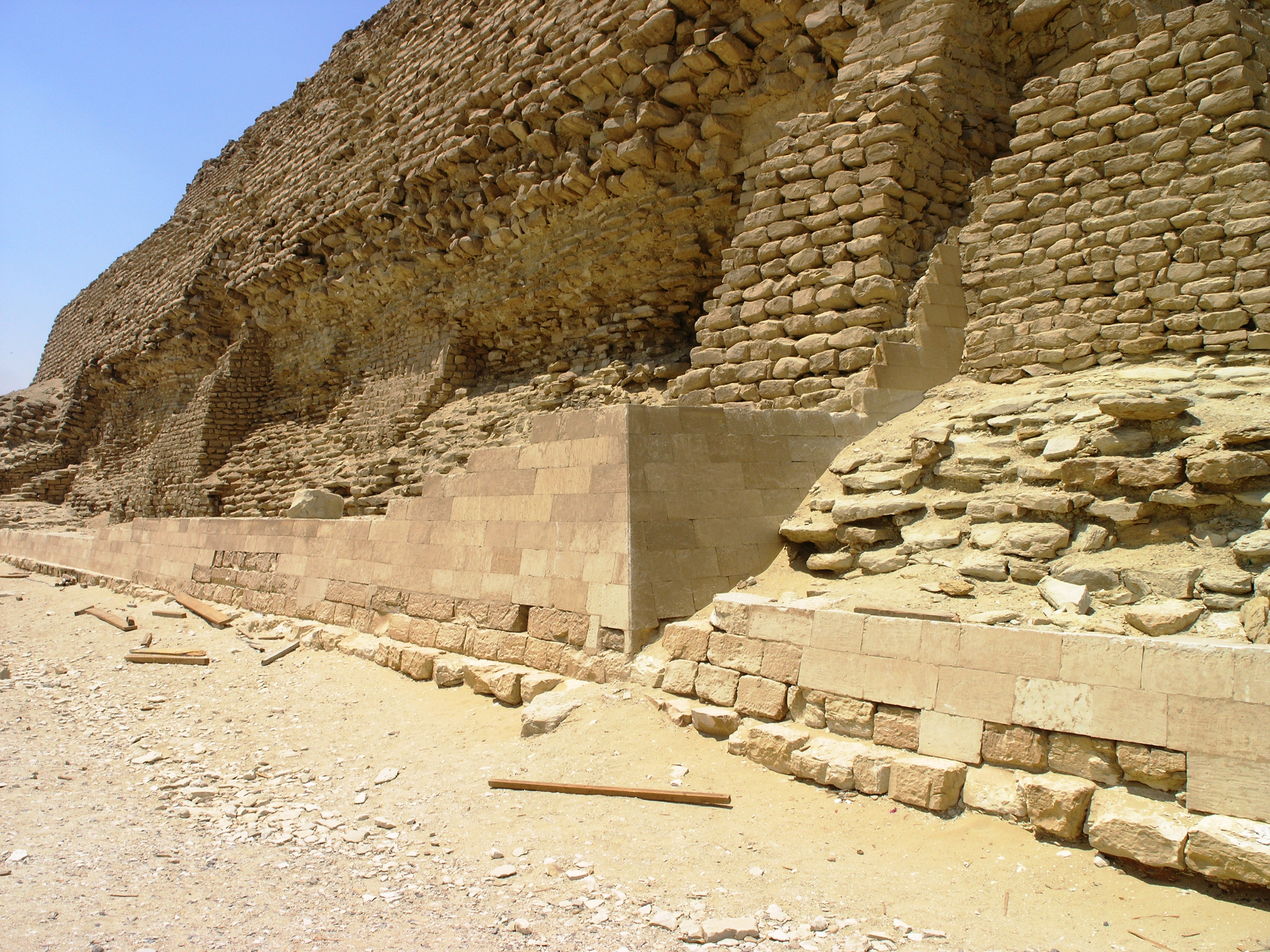
Particolare di un parziale restauro

La piramide fu dimenticata ancora per altri anni insieme a quel nome, fino a quando nel 1889 fu scoperta una stele tolemaica detta Stele di Sehel ovvero Stele della carestia.
Vi si narra di un periodo di carestia lungo sette anni che terminò grazie alle preghiere ed alle donazioni di beni rivolte al dio Khnum dal sovrano Netjerykhet Djoser ed identificando così nel II sovrano della III dinastia il destinatario del monumento funebre.
Solo nel XX secolo si realizzò l'esplorazione sistematica della piramide e la ricostruzione di parte del complesso funerario di Djoser che furono entrambe effettuate dall'architetto francese Lauer che vi si dedicò per numerosi anni.

## Tomba a sud

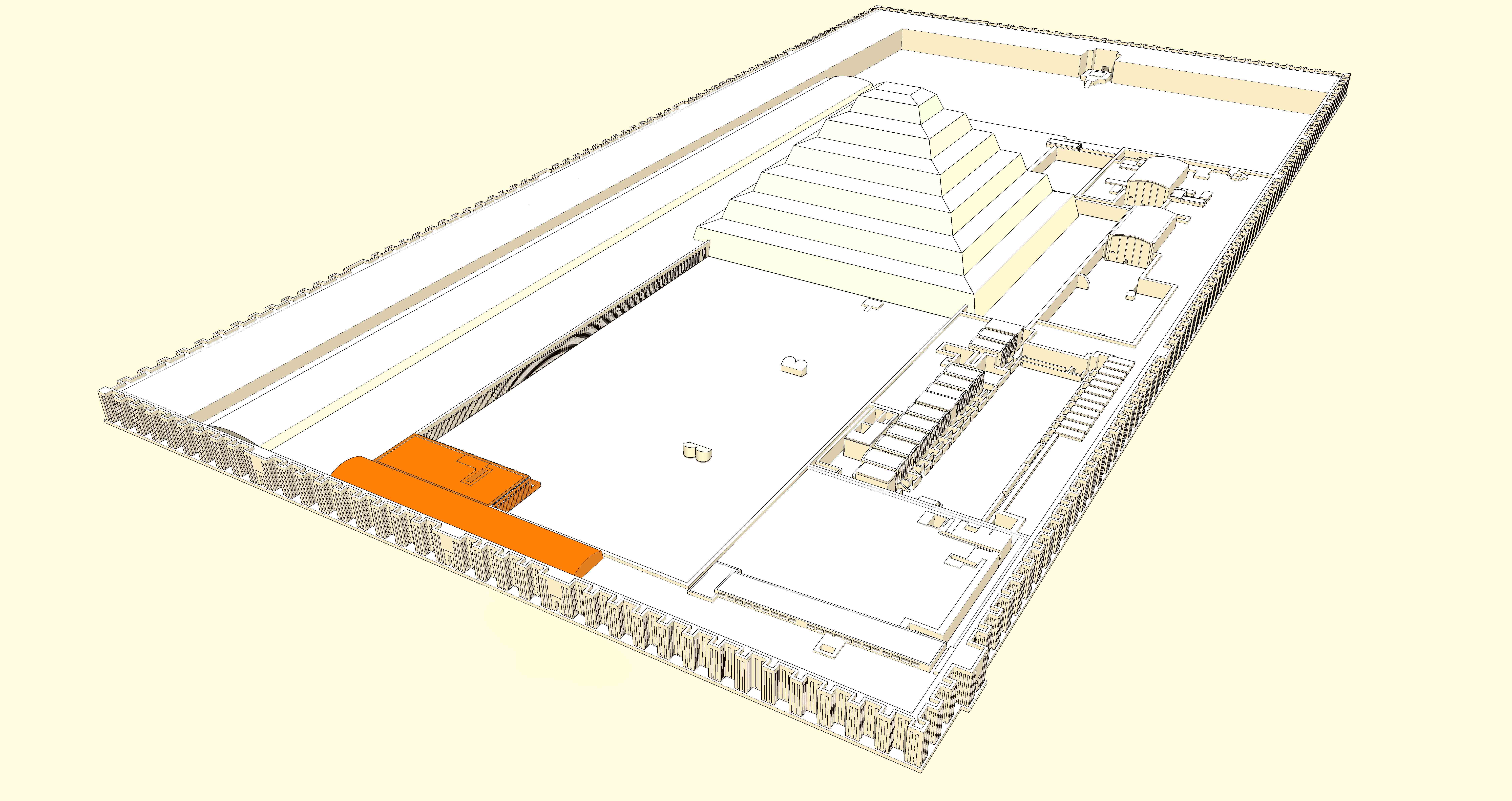
Con il colore arancione è indicata la posizione della tomba

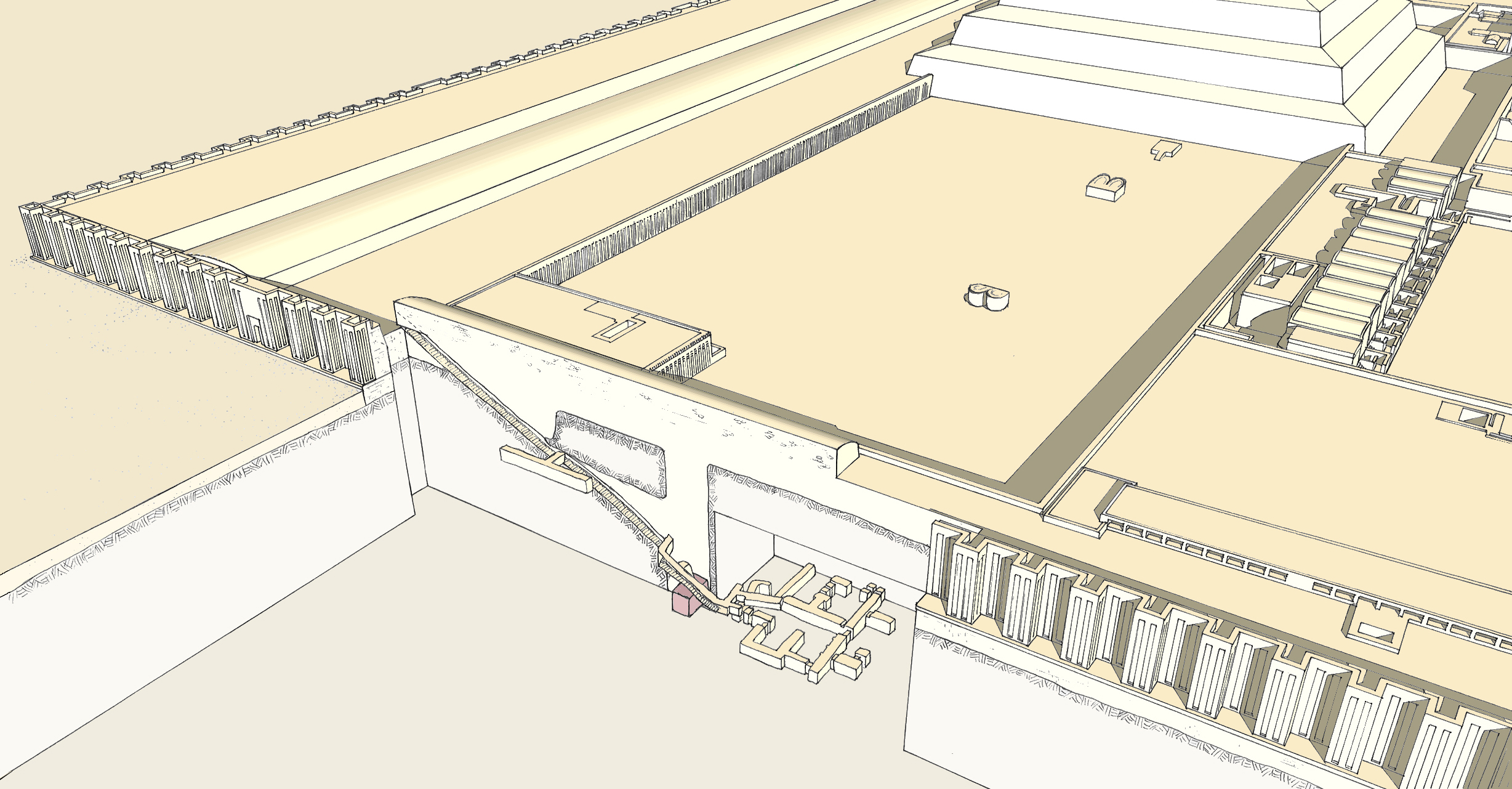
Struttura della tomba a sud

La Tomba a sud è un secondo monumento funerario edificato nel grande cortile meridionale del complesso della piramide di Djoser e che si evolverà successivamente nella piramide accessoria.
Nell'angolo di sud-est del cortile è presente un pozzo profondo 28 metri, con sovrastruttura a mastaba rettangolare con orientamento est-ovest, che conduce ad alcuni appartamenti sotterranei con camere funerarie del tutto simili a quelle della piramide a gradoni, anche se di dimensioni più ridotte.
L'edificio presenta esternamente un muro, ricostruito con il metodo dell'anastilosi, provvisto di false porte, modanato a tuttotondo con urei, simbolo di regalità ed ideato da Imhotep dove i cobra rappresentano la dea Uadjet che donava al sovrano protezione dai nemici.
La presenza di iscrizioni con il nome del sovrano conferma il destinatario del monumento.

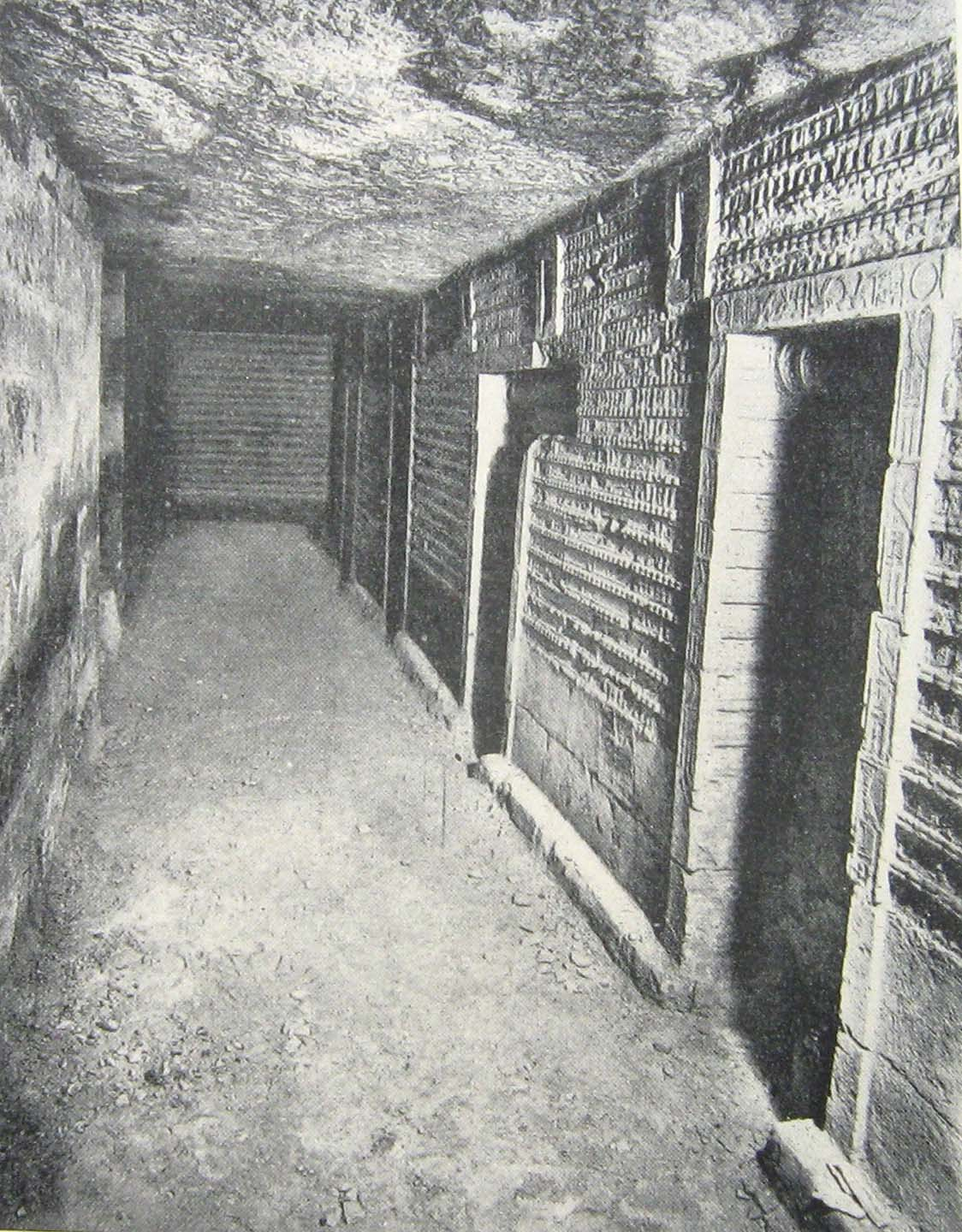
Sala blu con false porte e bassorilievi, nelle nicchie, della corsa sed

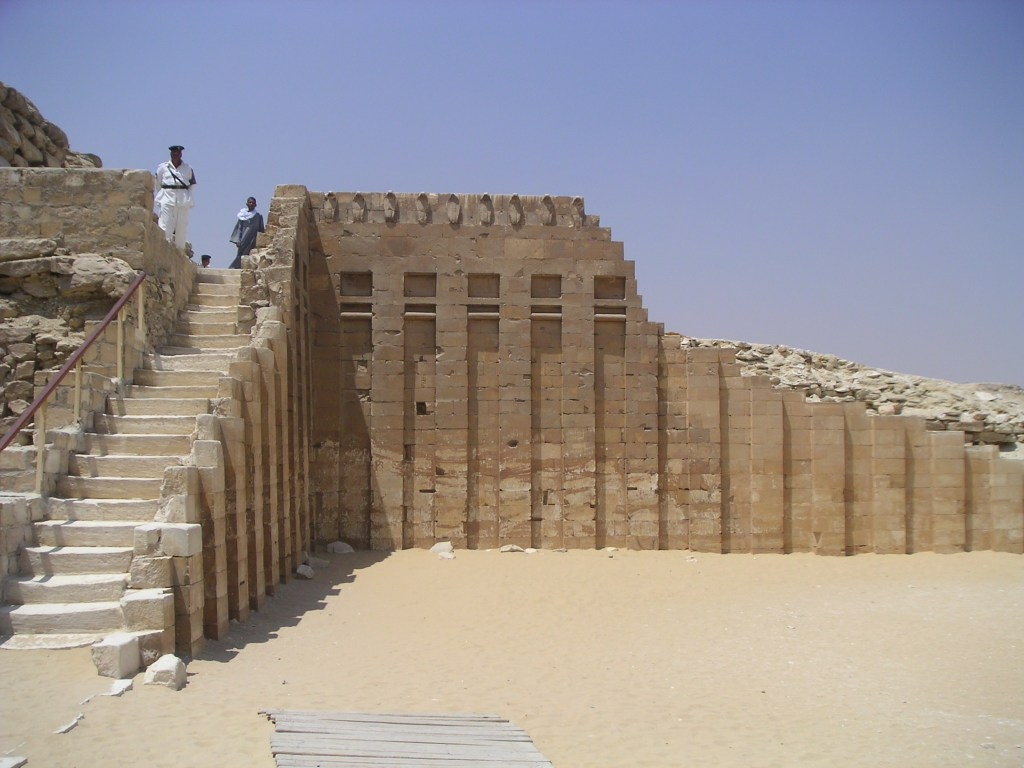
Muro a facciata di palazzo con modanatura a cobra

La cripta in granito contiene un sarcofago la cui presenza ne determinava quindi un uso prettamente funerario destinato forse ad accogliere i vasi canopi oppure la statua reale simulacro del Ka che veniva anch'essa seppellita.
Nell'appartamento funerario alcune pareti erano rivestite, similmente alle Stanze blu della piramide, con piastrelle verdi azzurre in faience con decorazione a graticcio di canne mentre in una camera vi erano tre bassorilievi raffiguranti il sovrano mentre compie riti sacri con particolare riguardo alla corsa sed.
La presenza di questa ulteriore tomba è dovuta all'arcaica tradizione di avere due tombe, una per il Basso Egitto ubicata a Saqqara come sepoltura effettiva, l'altra per l'Alto Egitto ad Abido come cenotafio.
Nel complesso funerario di Djoser edificare entrambi gli edifici rituali in un unico luogo significava la concreta realizzazione di unificazione e fusione dei due regni in un unico Stato sovrano.

## Cappelle e cortile della festa Sed

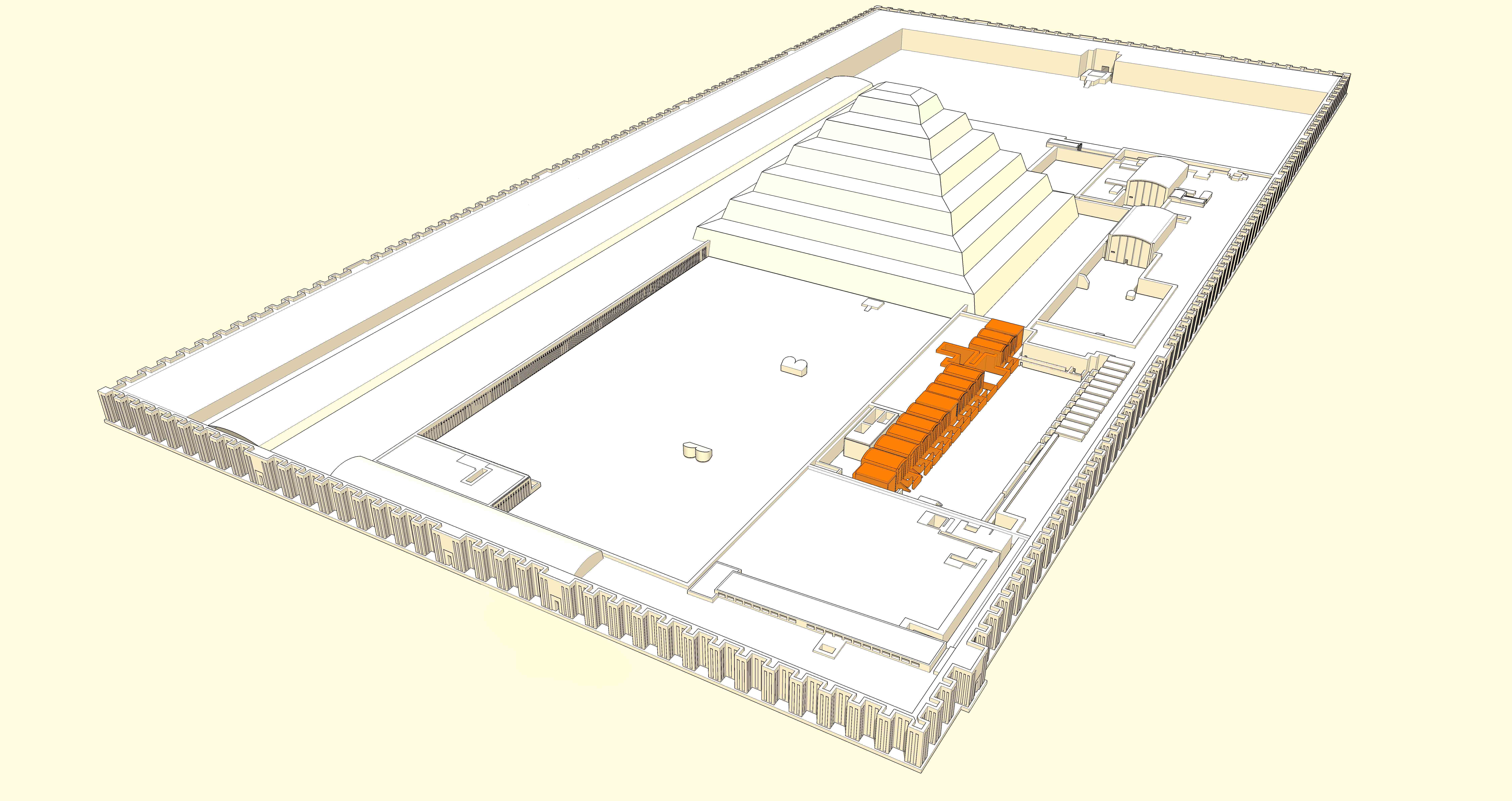
Posizione delle cappelle heb-sed (ricostruzione)

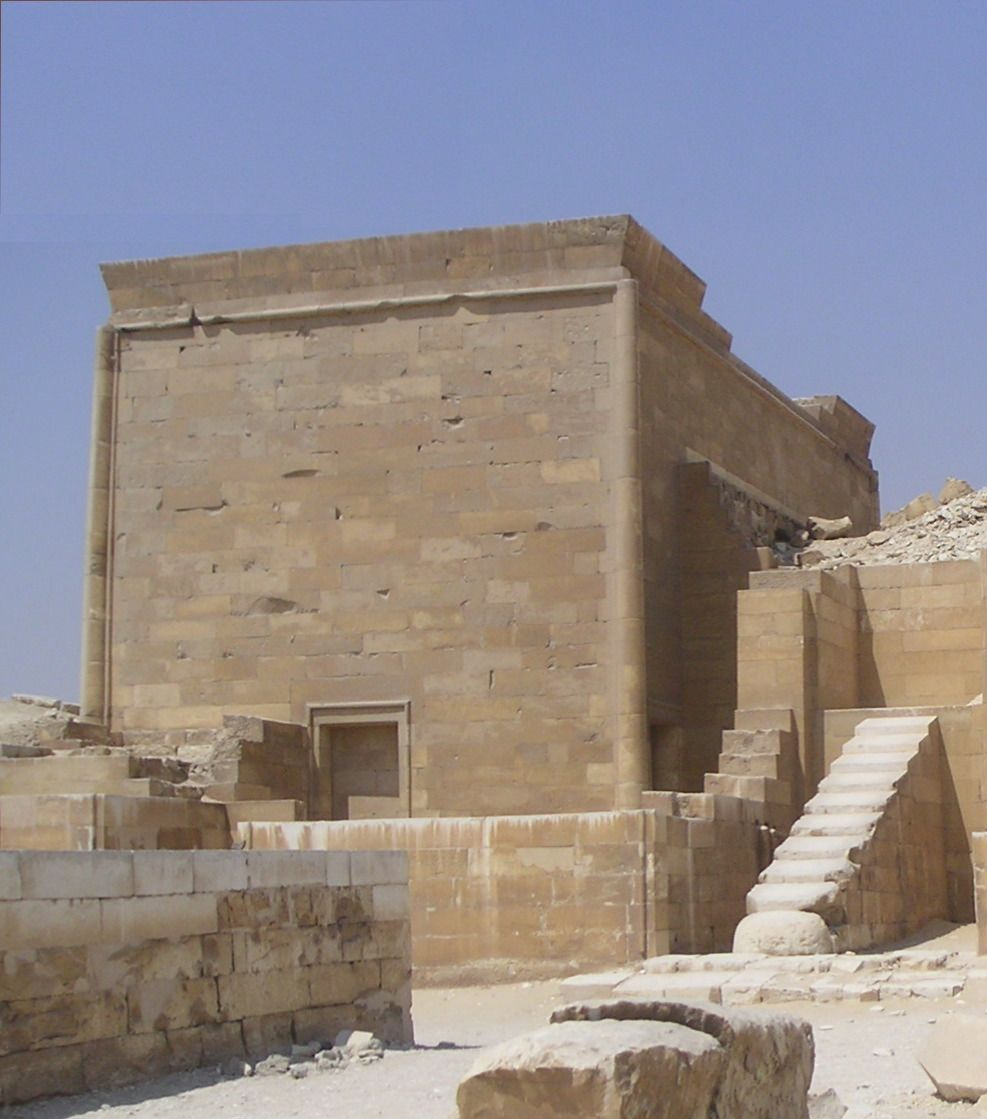
Edificio sed

Le Cappelle della Festa-Sed sono edifici, ora ricostruiti, del complesso funerario simbolicamente dedicati al giubileo detto Heb-Sed e che fiancheggiano da un lato il grande cortile meridionale destinato alla corsa rituale del re durante la festa che lo rigenerava.
In origine erano 13 dedicate agli dei dell'Alto e Basso Egitto che dovevano rinnovare il loro consenso verso il sovrano che veniva nuovamente incoronato su un trono in pietra posto nella parte sud del cortile.
Dobbiamo all'egittologo Lauer, che dedicò a Saqqara quasi tutta la sua intera esistenza, la ricostruzione con il metodo dell'anastilosi di queste cappelle che come "Falsi edifici" non presentavano alcun spazio interno essendo costituite da un blocco solido con rivestimento esterno.

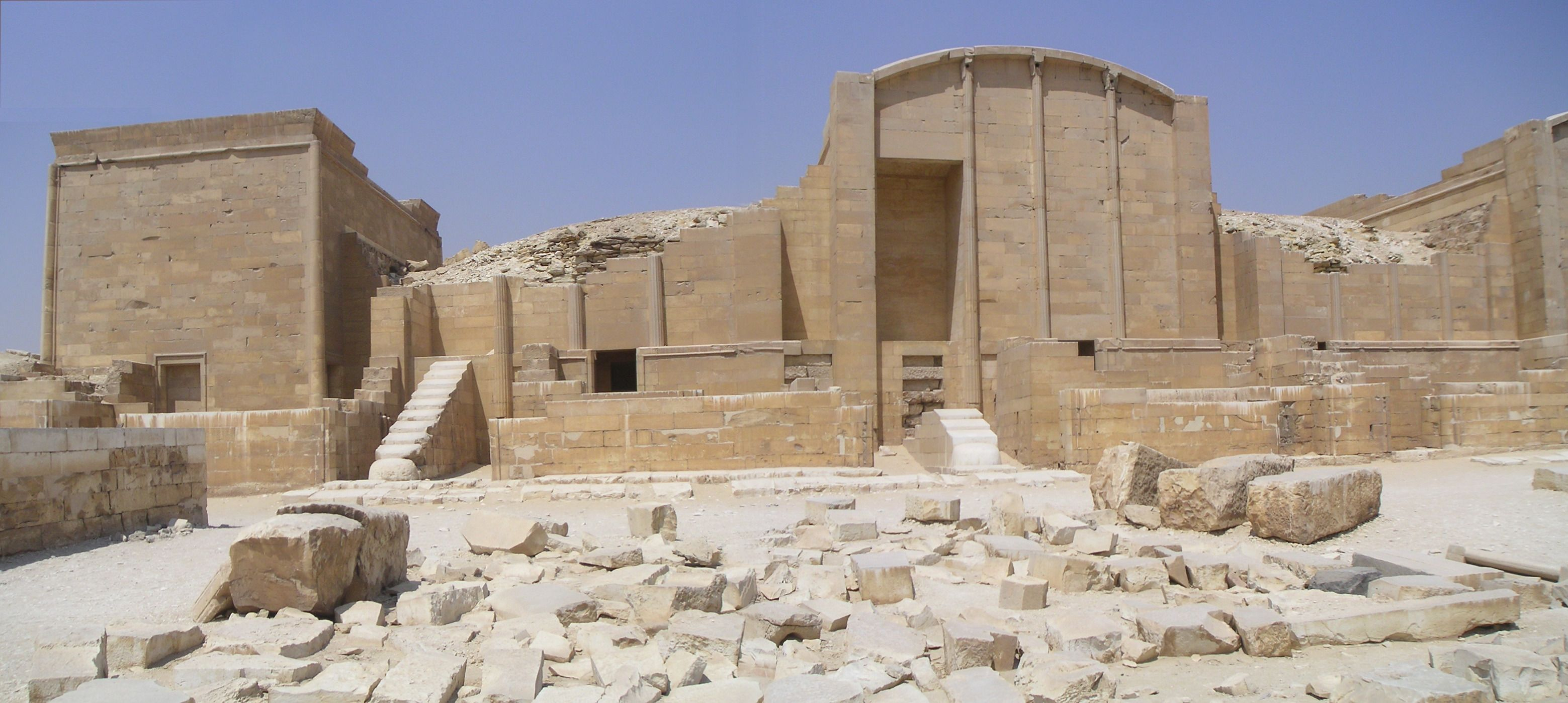
Edifici sed con due tipi di copertura

Di notevoli dimensioni, alcune presentano sulla facciata tre sottili colonne scanalate, simboleggianti lunghi fusti di alberi, incassate nella muratura ed il cui capitello detto abaco cubico restò unico in tutto l'Egitto presentando foglie pendule ed un foro in cui veniva inserita l'asta recante i simboli divini o reali.
La copertura è a botte, con i blocchi del soffitto arrotondati, dipinta in ocra rossa per simulare i tronchi e tutto l'insieme riproduceva, in pietra, gli arcaici edifici cultuali del predinastico utilizzati per i rituali sed, costruiti con canne e copertura arcuata, come rappresentato su una tavoletta per belletto del sovrano Aha.

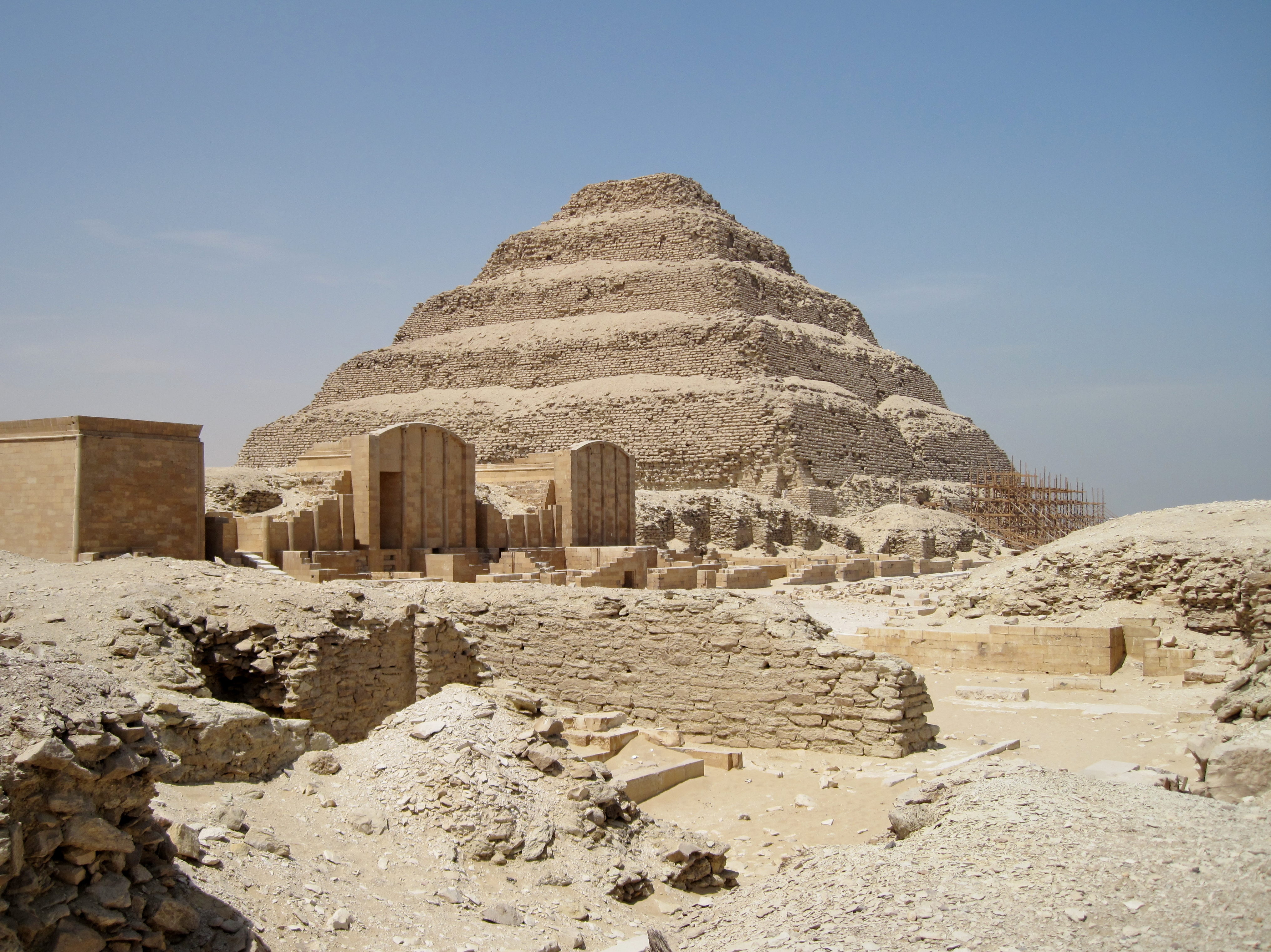
Padiglioni e cortile della heb-sed

In realtà il sovrano Djoser, che non celebrò mai la sua Heb-Sed, fece costruire questi edifici con il solo scopo di poter celebrare questa festa anche nell'Aldilà e per dare maggior risalto all'impianto scenografico del suo complesso funerario che presenta, per questo motivo, il maggior numero di "Falsi edifici" la cui funzione puramente simbolica assicurava la presenza della divinità e creava la scenografia funeraria monumentale degna di un dio che nel morire si rigenerava.

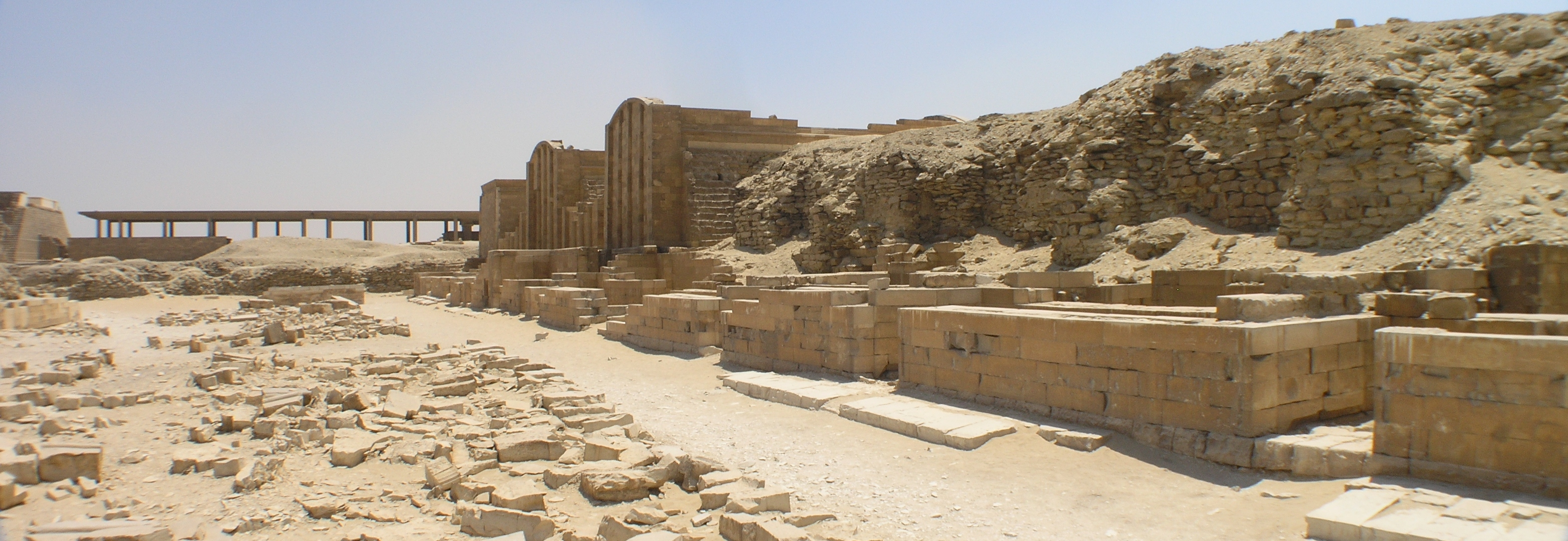
Cortile della festa Sed con a destra le cappelle

Il Cortile della Festa Sed o Corte del Giubileo, si apre sul lato est della piramide con forma rettangolare di metri 198 per 187 e presentava sui lati la fila di cappelle dedicate alle divinità dell'Alto e Basso Egitto (delle quali solo alcune sono state ricostruite), con pregevoli statue di divinità distrettuali quali la statuetta della divinità di un nomo (58.192) ora al Brooklyn Museum.
In questo cortile avvenivano alcuni riti giubilari sulla rigenerazione, ove alla presenza dei nobili del regno si replicava la cerimonia dell'incoronazione come riconferma della supremazia e del potere del sovrano dopo che questi aveva effettuato alcune prove di vigore fisico tra le quali la corsa Sed nel grande cortile meridionale, retaggio questo di epoche molto lontane come testimoniano la mazza del sovrano Narmer e la tavoletta del sovrano Den.
A sud del cortile si trova un podio o basamento con due rampe laterali sul quale veniva posto il trono, riparato dai cocenti raggi solari con un baldacchino, ma che il sovrano Djoser non usò mai perché morì prima del compimento del trentesimo anno del suo regno.

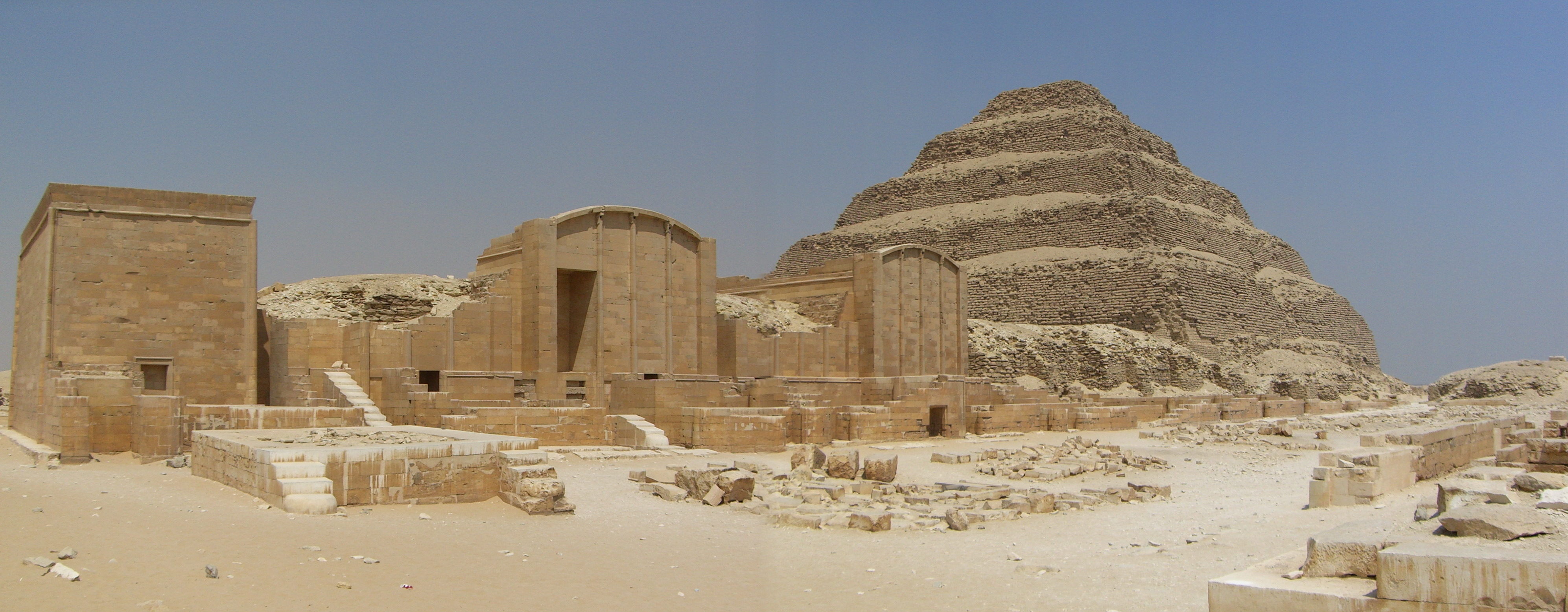
Podio per l'incoronazione giubilare

## Tempio T

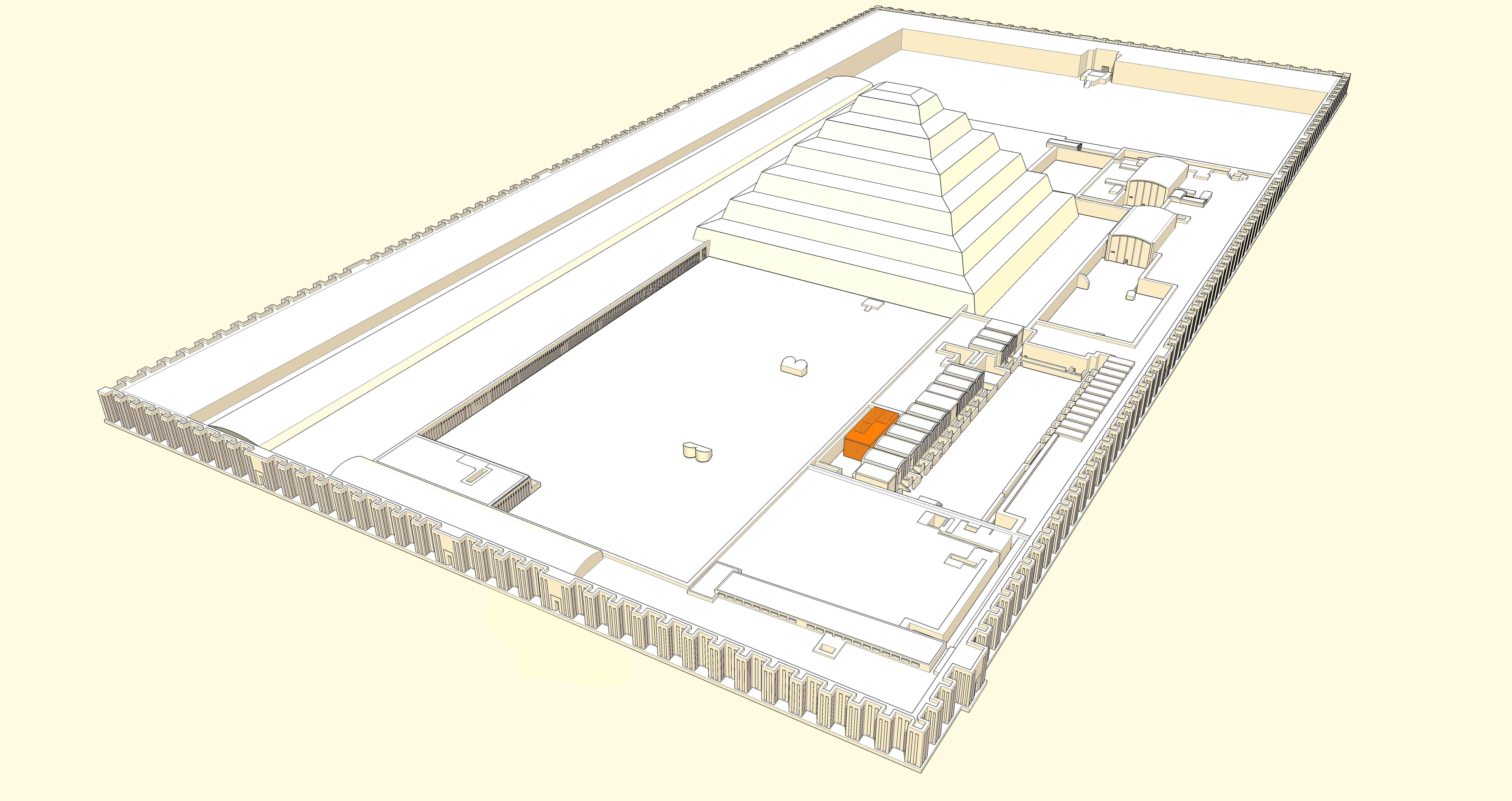
Posizione del tempio T

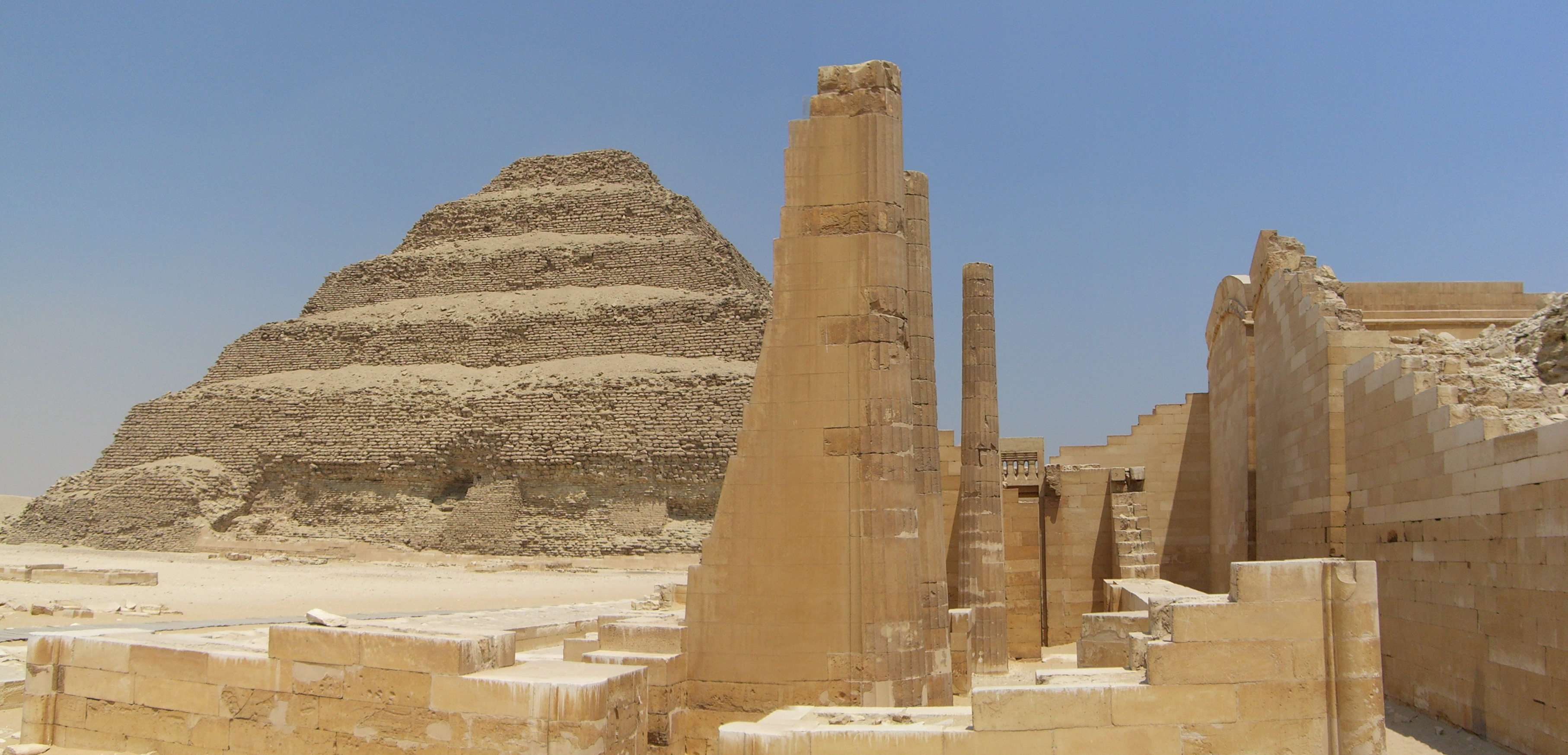
Colonne scanalate del tempio T

Il Tempio T, anche chiamato "Tempio della Heb-Sed" per la sua vicinanza alla corte giubilare, è un piccolo edificio situato ad est della piramide, non si tratta di un edificio fittizio ma di una struttura destinata al culto sacerdotale ed ai riti preparatori del sovrano alla festa ma che poteva anche servire per accogliere il ka del sovrano defunto.
Tra i pochi elementi pervenuti e ricostruiti, abbiamo esternamente tre colonne scanalate unite da muro di sostegno, una falsa porta in pietra e nicchie decorate con il pilastro djed mentre internamente presenta varie camere e cortili.

## Cortile Sud

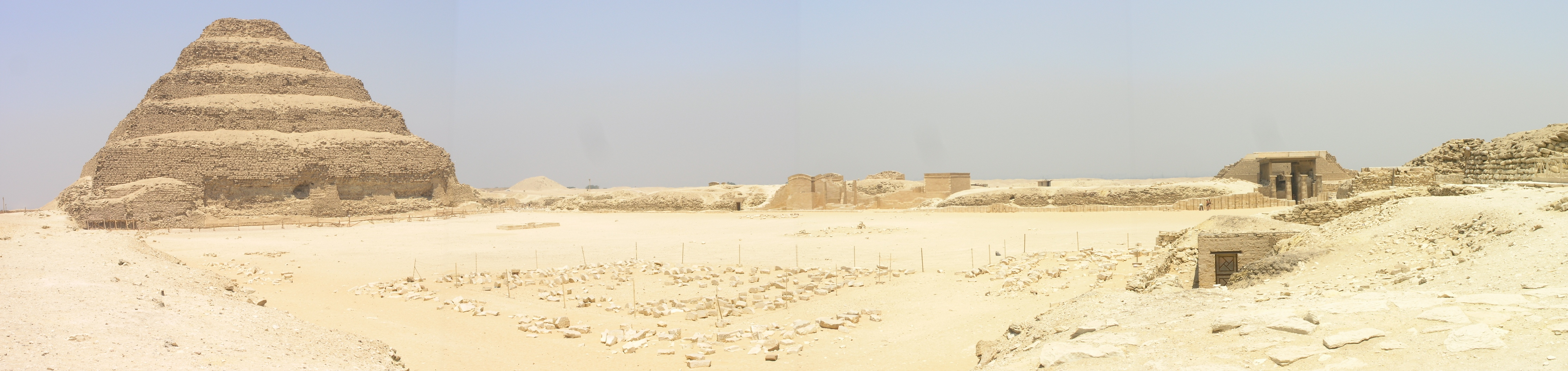
Grande cortile meridionale

Il Cortile sud detto anche Cortile dell'Apparizione reale, era il grande cortile ove si celebravano le cerimonie cultuali ed alcuni riti della festa sed quali la corsa che avveniva tra due altari, detti anche cippi o zoccoli, a forma di B e simboleggianti i confini dell'Egitto.

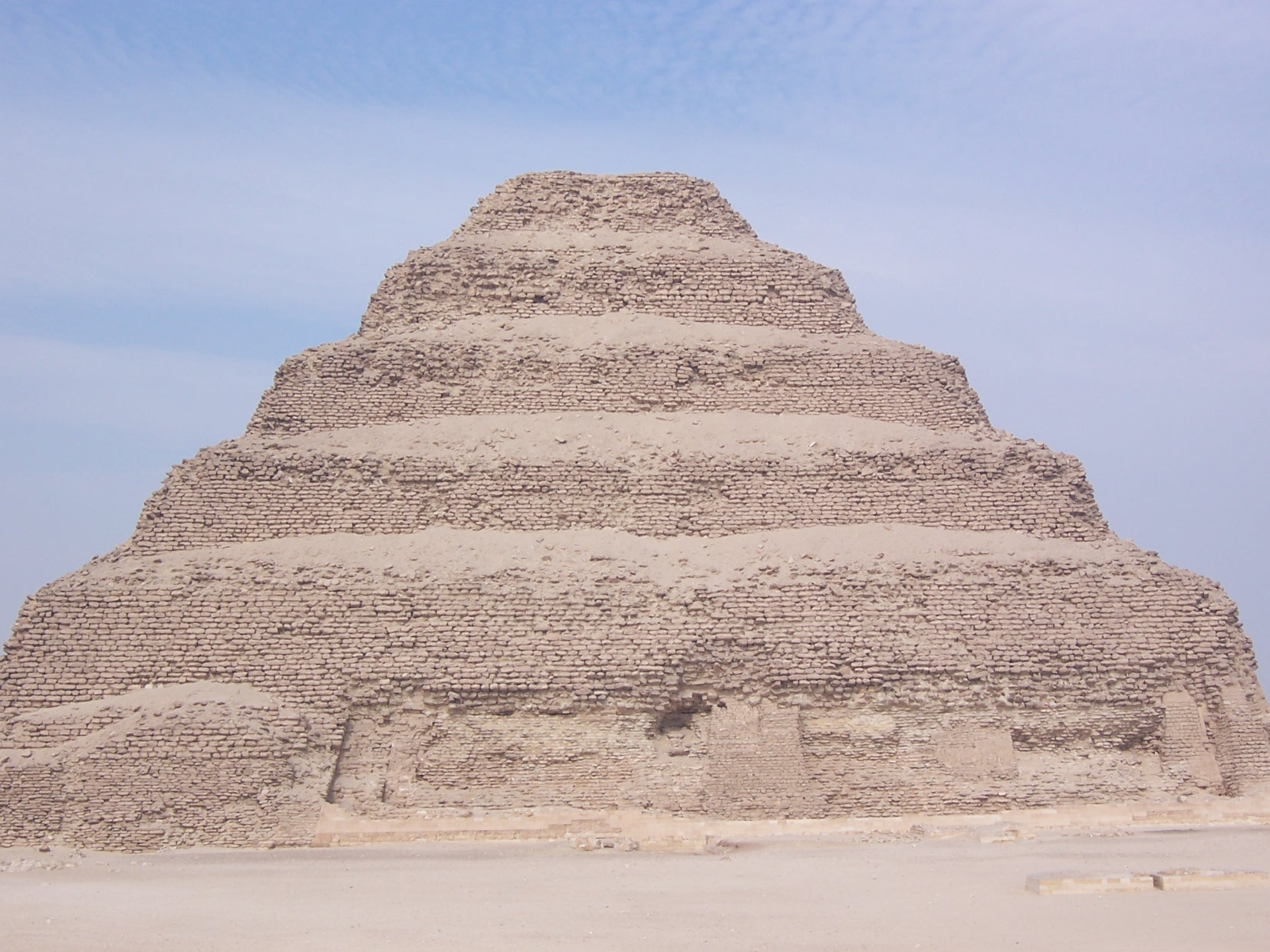
I due altari a forma di B (sulla destra dell'immagine)

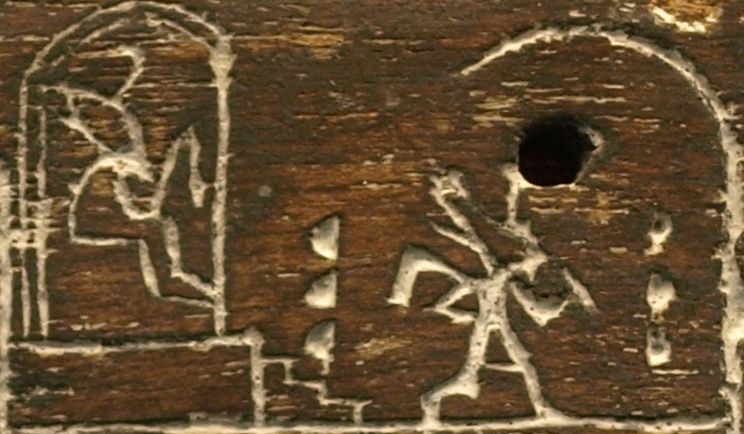
Corsa Sed del sovrano Den e le sei pietre territoriali di confine

In realtà gli altari a forma di B dovevano essere più numerosi e sistemati in vari punti del cortile davanti al trono sopraelevato e provvisto di baldacchino come si può vedere sulla testa di mazza di Narmer dove davanti al sovrano assiso vi sono le pietre di confine uguali a quelle di Djoser ed anche il sovrano Den della I dinastia è mostrato ai piedi del baldacchino mentre corre tra sei pietre territoriali.
Ai piedi della piramide, vi è anche un altro altare quadrato con rampa il cui uso ci è sconosciuto e tutto il cortile era recintato e chiuso da un muro, a facciata di palazzo simile a quello esterno, provvisto di false porte ma senza sporgenze e rientranze.

## Casa del Sud

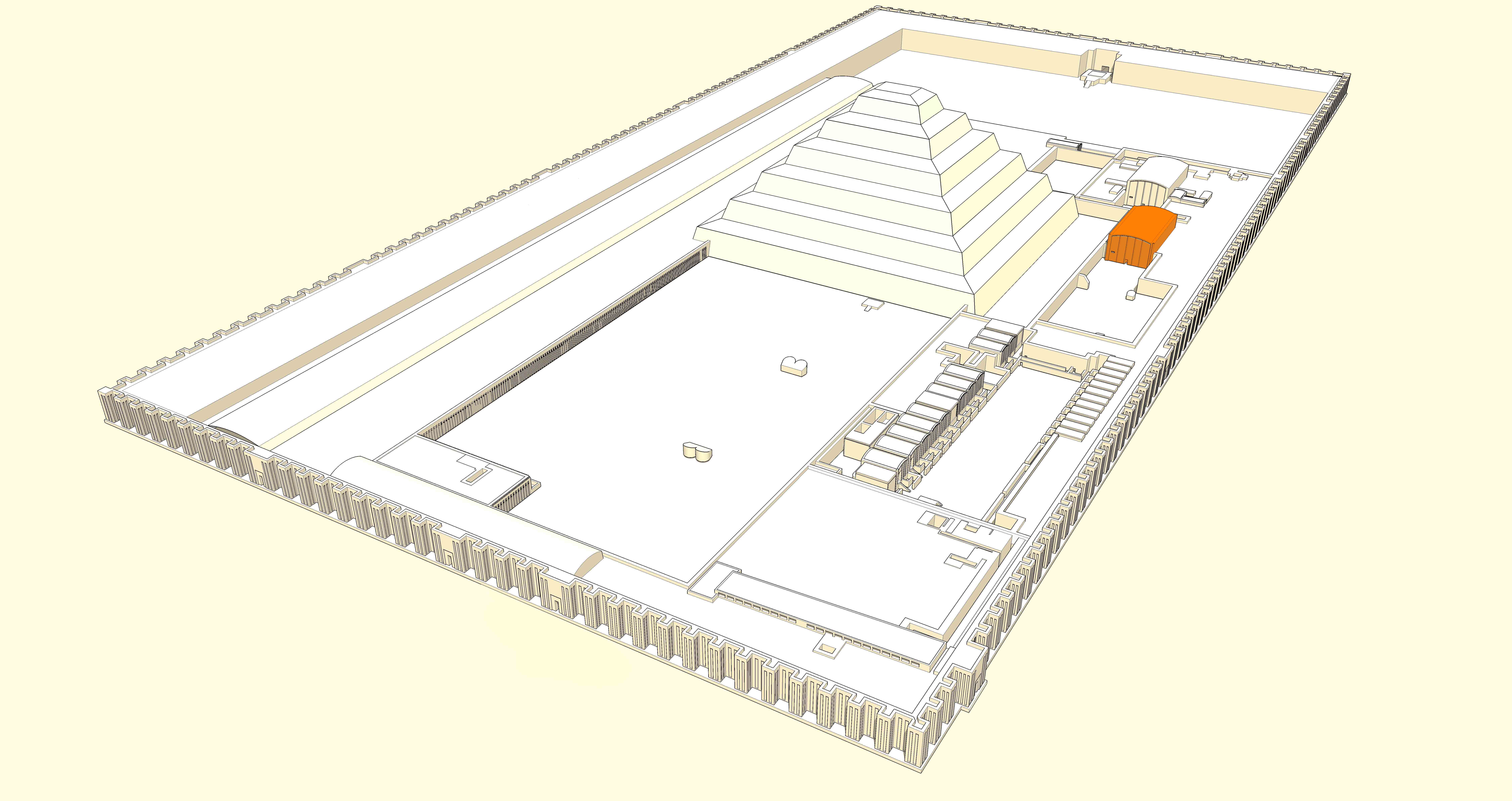
Posizione, in arancione, della Casa del Sud

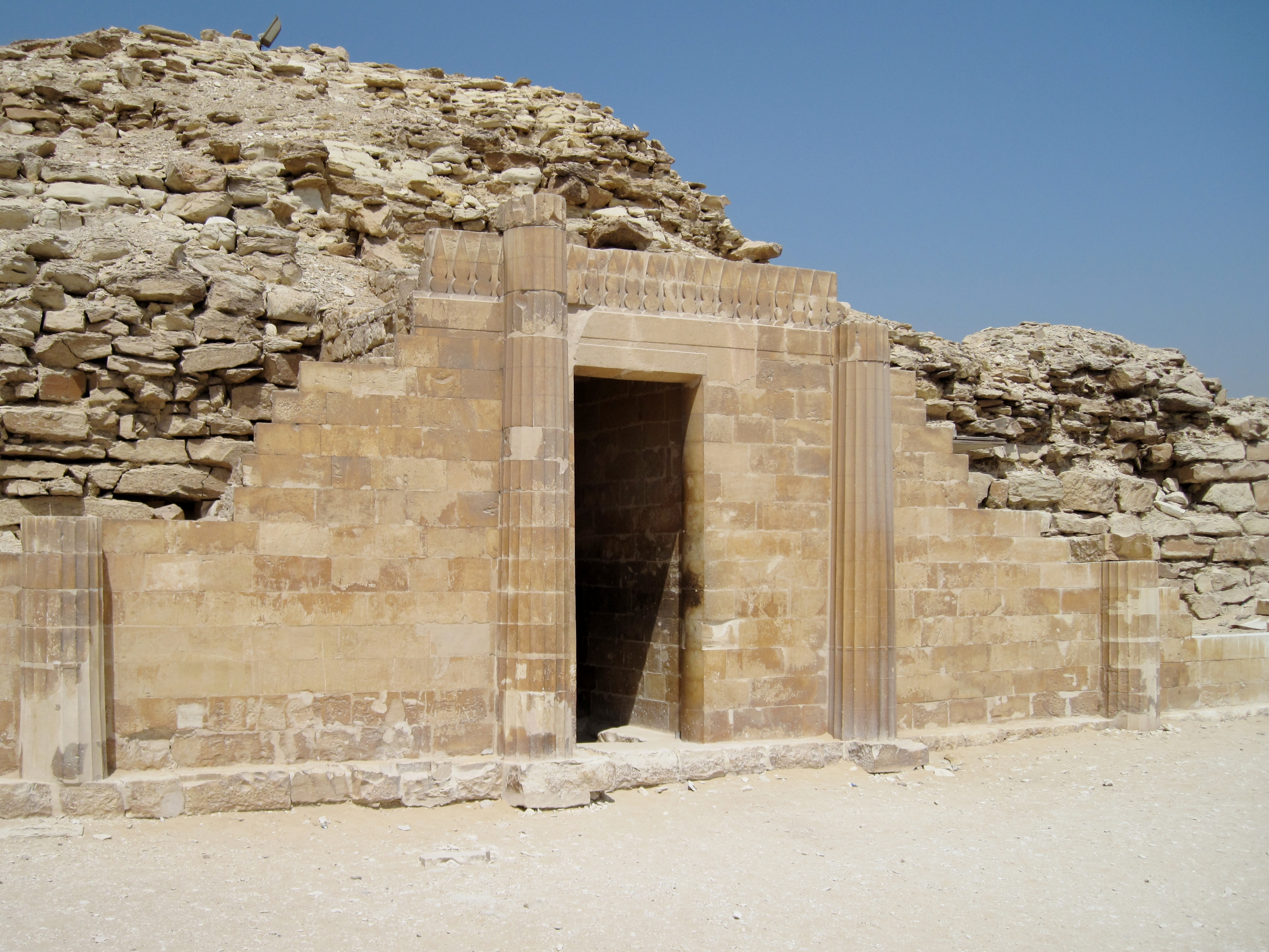
Casa del sud con fregio detto khekeru

La Casa del Sud, edificio fittizio edificato a nord-est del grande cortile, simboleggiava la sala del trono dell'Alto Egitto nel periodo protodinastico, per la presenza di capitelli con il fior di loto oggi scomparsi.
La facciata rivolta a sud, ricostruita con il metodo dell'anastilosi, era ornata da quattro colonne simili a quelle delle cappelle heb-sed ma di diametro maggiore che sembrano prefigurare quelle greche.
Questa casa, che rispetto a quella del nord è meglio conservata, presenta per la prima volta un notevole fregio denominato khekeru ossia una modanatura tipica dei tetti fatti con vegetali intrecciati tipici degli edifici del predinastico ed adibiti al culto della dea avvoltoio Nekhbet a Ieracompoli.
Sempre per questo edificio, l'architetto Imhotep, usò per la prima volta vari tipi di modanature quali il toro, il rotolo e la gola egizia nelle due forme: quella classica cava e quella a forma di foglia che si evolverà successivamente in forme più complesse.
L'entrata non centrata rispetto alle due colonne che l'affiancano introduce ad un corridoio che sbocca in una camera provvista di nicchie ove dovevano essere deposte le offerte funerarie mentre all'esterno vi è una corte molto più grande rispetto alla Casa del Nord con una nicchia esterna nel muro che conteneva una statua di Djoser avvolto nel bianco mantello rituale e con la khedyet.

## Casa del Nord

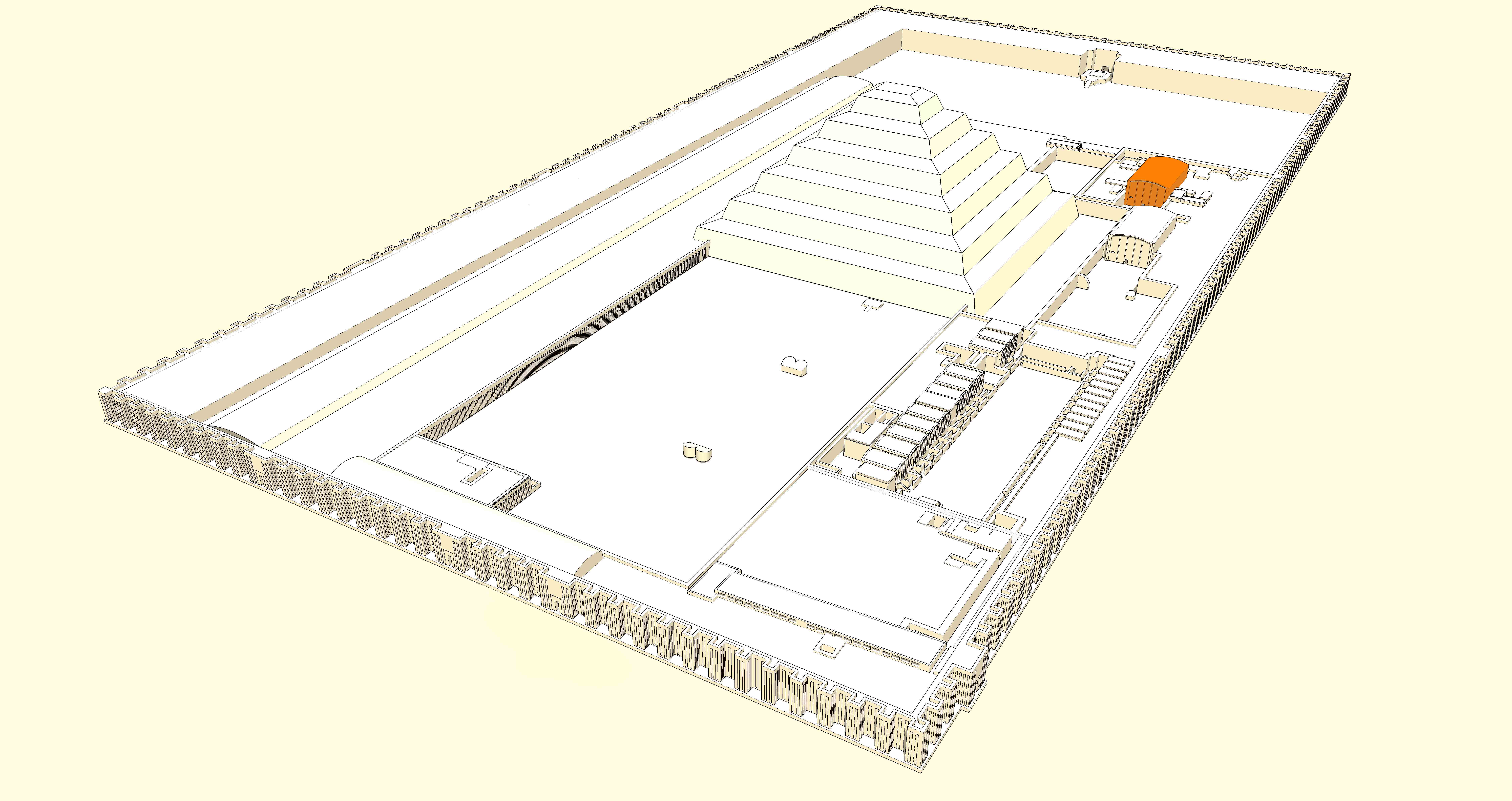
Casa del Nord evidenziata con il colore arancione

La Casa del Nord, edificio fittizio rappresentante la regione del Basso Egitto prima della sua unificazione, è situata vicino alla Casa del Sud ed era forse dedicata alla dea serpente Uto.
Si distingue, dalla casa del sud, per la presenza di tre semi-colonne alte tre metri con capitello a forma di papiro, simbolo araldico del Basso Egitto che in origine raggiungevano i 12 metri e presenta una corte e piccoli vani nel cui interno sono state ritrovate iscrizioni in ieratico.
Anche questo edificio rappresentava simbolicamente la sala del trono del Delta e la statua di Djoser lo rappresentava avvolto nel bianco mantello heb-sed ma con la desheret.

## Tempio funerario

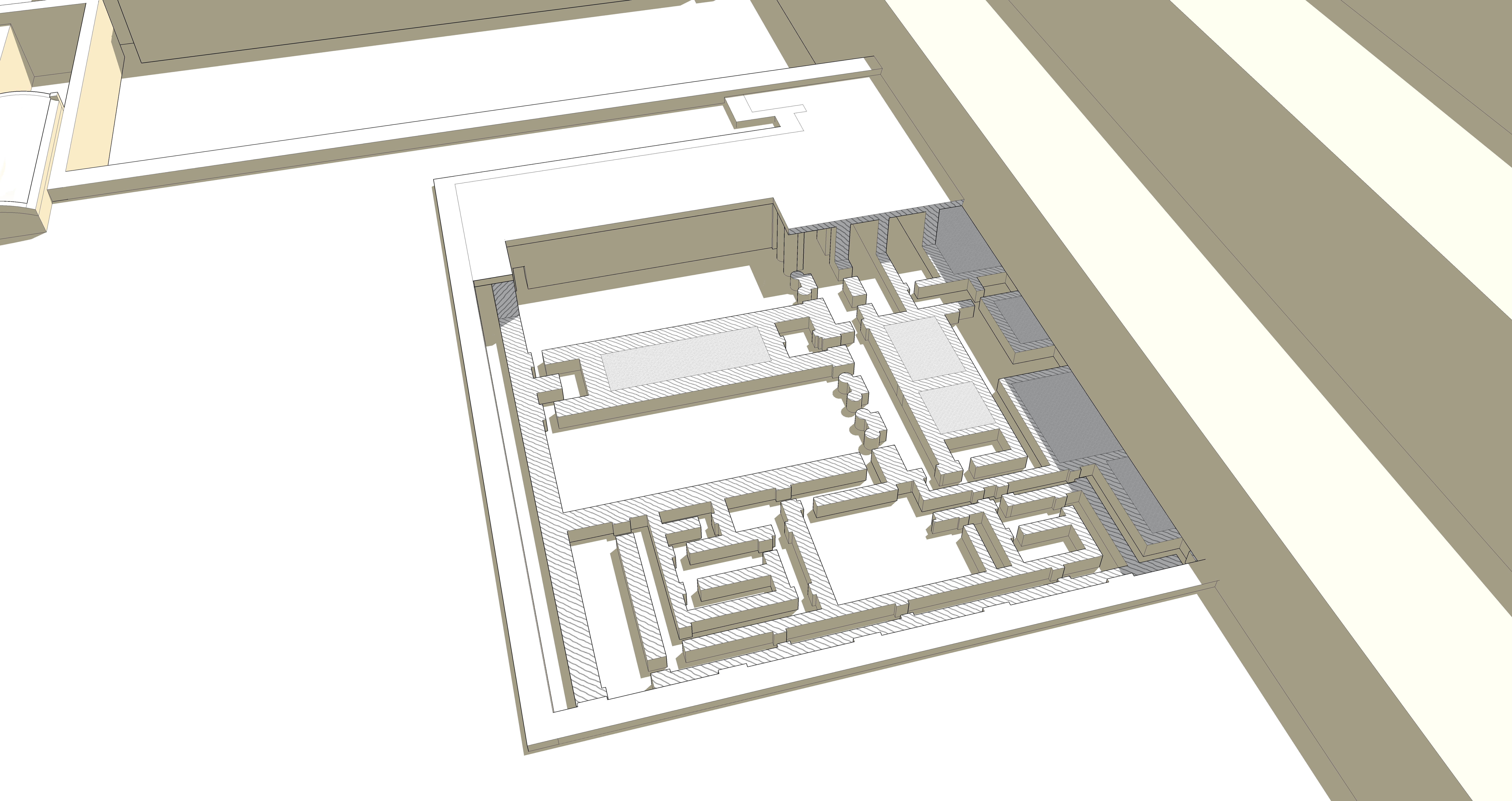
Planimetria del tempio funerario a nord

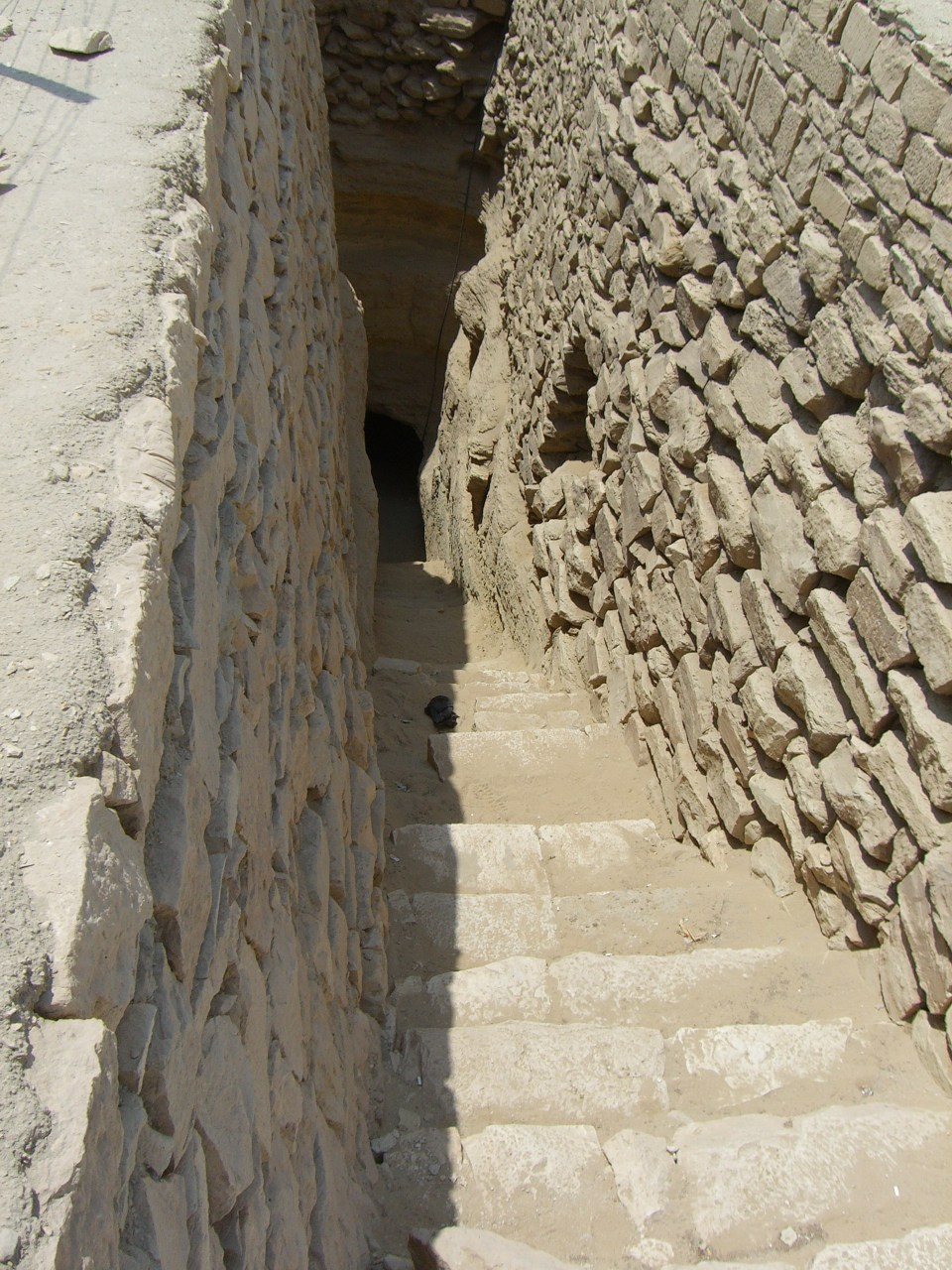
Rampa di accesso alle sottostrutture

Il Tempio funerario, anche detto tempio settentrionale o nord, era un edificio reale cioè non fittizio, destinato al culto funerario del sovrano e compare per la prima volta nel complesso di Djoser a nord della piramide mentre successivamente verrà ubicato ed addossato alla parete est della piramide principale con l'esclusione del tempio funerario di Snefru che fu edificato a sud.
Dell'edificio rimangono le fondamenta che permettono di capire come potesse essere la struttura che appare simile alla mastaba in mattoni crudi di Merka risalente alla I dinastia ed al regno di Qa'a.

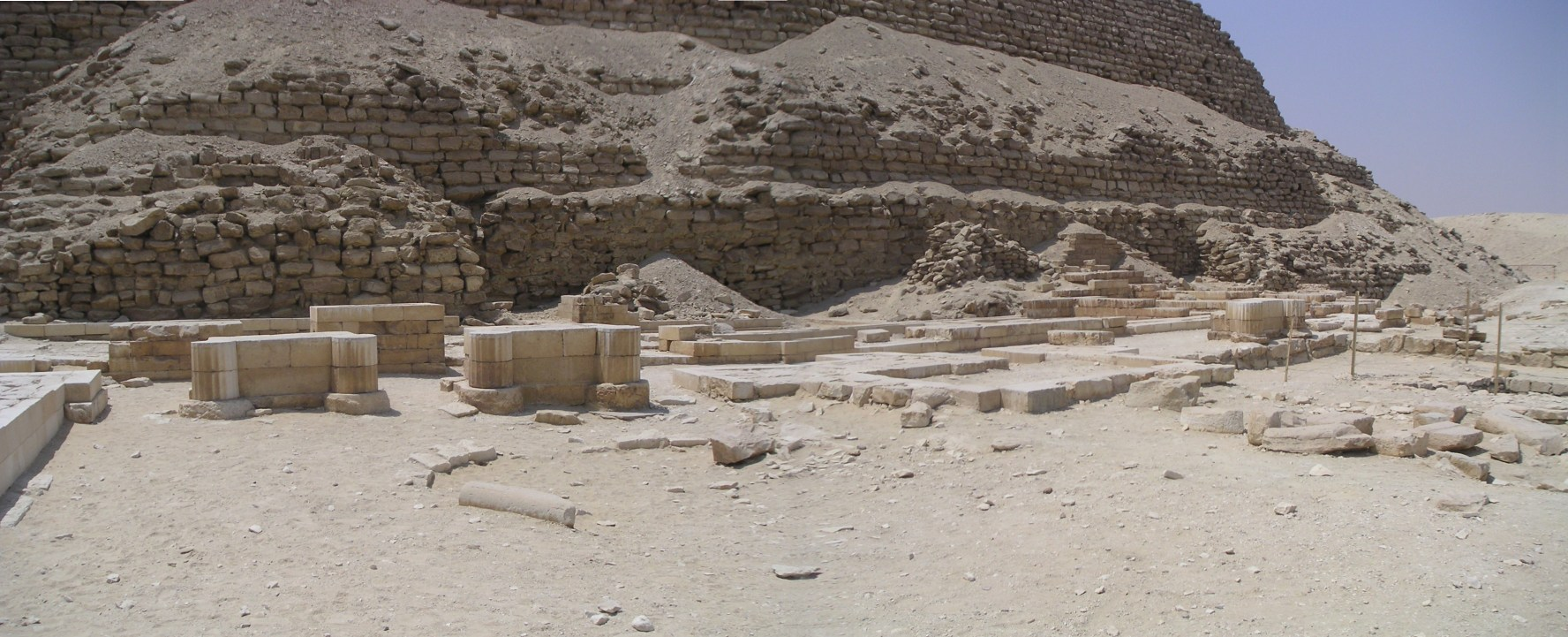
Rovine del tempio funerario settentrionale

Il tempio era edificato in modo estremamente complesso e simmetrico, forse perché doveva rappresentare l'Alto e Basso Egitto e con camere doppie chiamate da Lauer "Sale delle abluzioni" per la presenza di un lavacro rotondo sistemato tra le sale.
Vi sono anche cortili interni con quattro colonne scanalate unite da un muro che dovevano costituire il portico e da uno dei quali si accede tramite una rampa, alle gallerie sotterranee che portano alla cripta funeraria.

## Edificio ovest

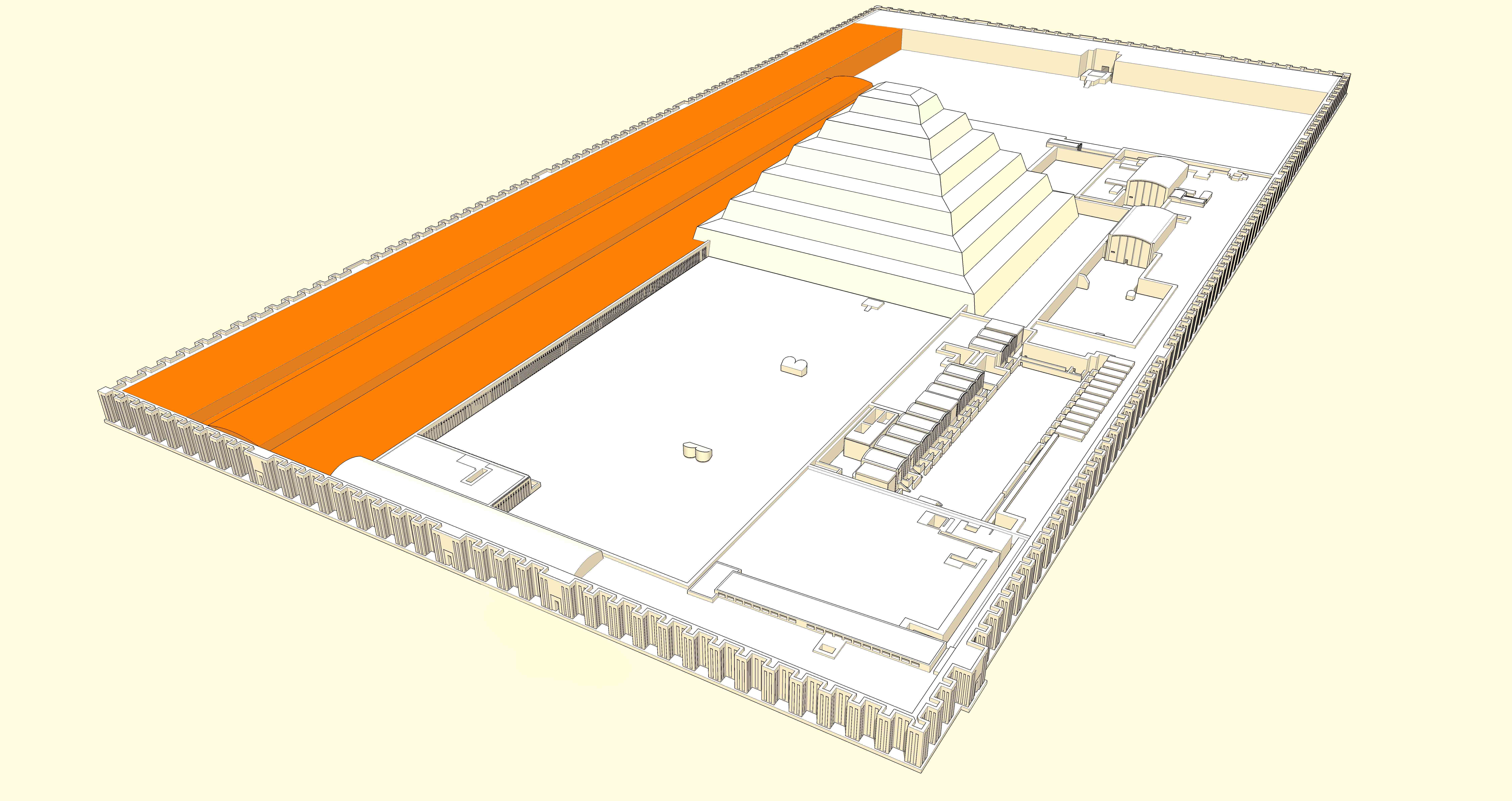
Posizione dei tre edifici ovest

L'edificio ovest è una costruzione rettangolare formata da tre lunghi edifici affiancati di lunghezze diverse, di cui quello centrale più elevato, sotto i quali si trovano numerosi magazzini sotterranei di oltre 400 camere, tuttora inesplorati perché pericolanti, ma nei quali furono ritrovati 36.000 reperti con i nomi dei predecessori di Djoser.
Gli egittologi ipotizzano che nelle sottostrutture vi possano essere sepolture reali antecedenti a Djoser e successivamente inglobate da Imhotep nel complesso funerario.

## Ingresso e colonnato

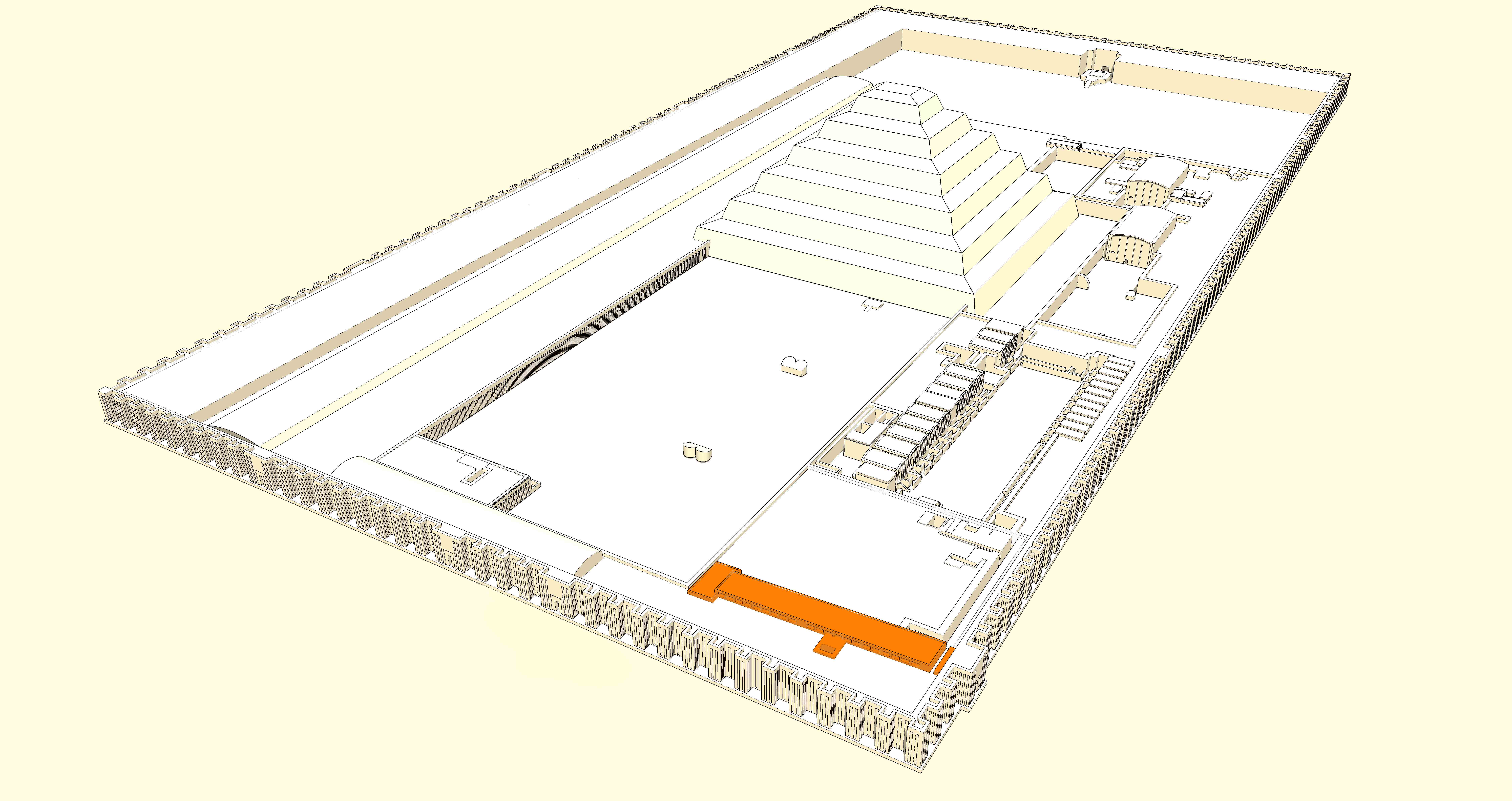
Planimetria dell'ingresso e corridoio con colonne (parte colorata)

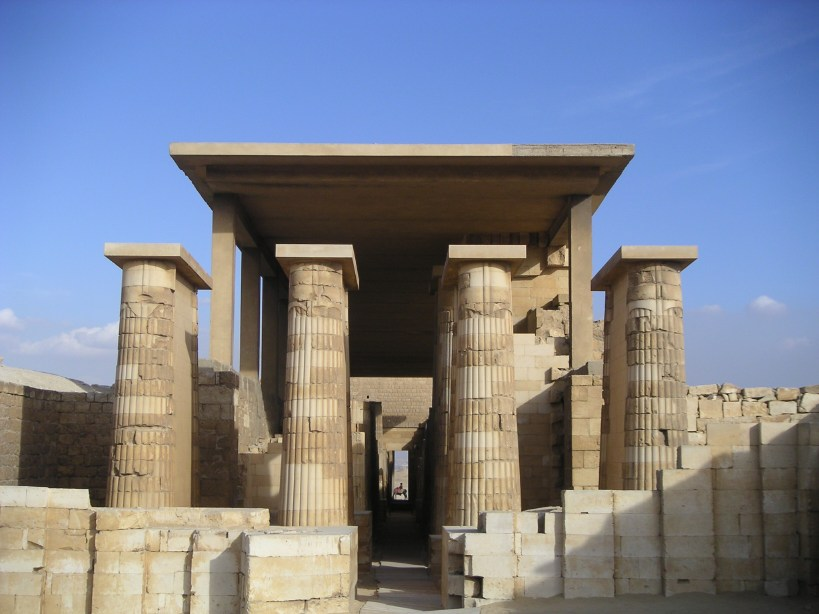
Colonnato con muro di cinta del cortile sud parzialmente ricostruito

Dall'unico varco del muro di cinta si accede ad un corridoio stretto e lungo più di 50 metri con 20 imponenti semicolonne nervate in calcare, alte circa 7 metri e disposte in doppia fila che imitano i fasci di canne.
In origine questo corridoio aveva una copertura con grandi lastre di pietra sorrette dagli imponenti pilastri inseriti nei muri che formavano altrettante nicchie ricettacolo di statue sacre e consentiva di accedere ad una sala con otto colonne analoghe che si apriva poi sul grande cortile sud.

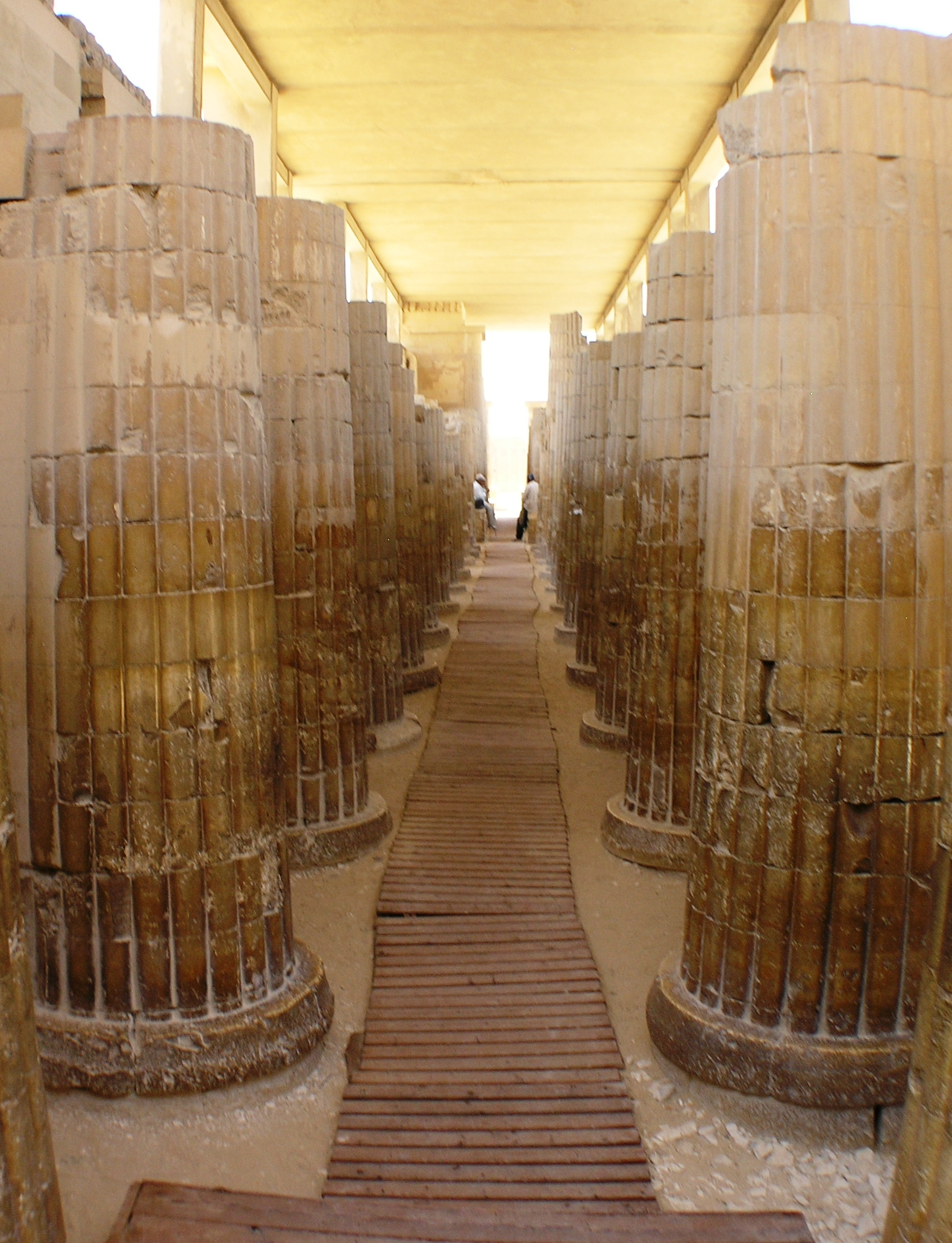
Corridoio colonnato

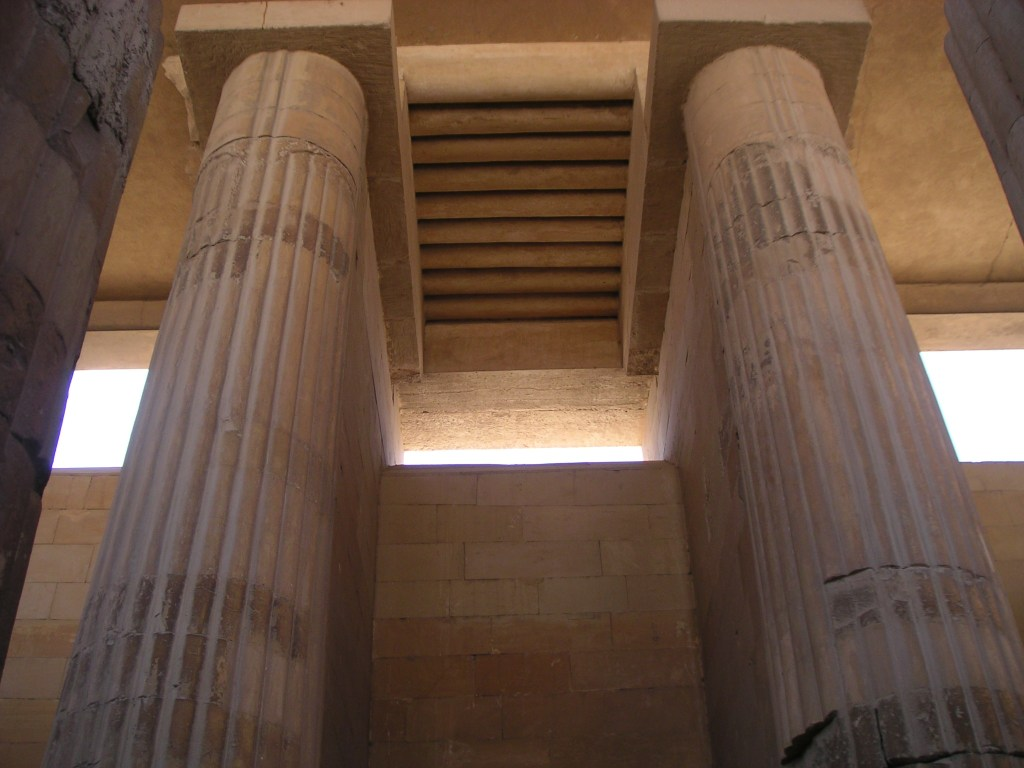
Colonne con particolare della copertura originale ricostruita

La sproporzione tra lo stretto corridoio semibuio e l'altezza delle colonne aveva lo scopo di creare un senso di oppressione che svaniva quando si giungeva all'aperto nel grande cortile sud inondato dalla luce di Ra.
Il colonnato è stato ricostruito da Lauer usando circa 2000 frammenti e restaurandoli tramite la tecnica dell'anastilosi.

## Cortile nord
Questo cortile risulta ancora parzialmente coperto di sabbia con sottostrutture tuttora inesplorate e delle quali non si conosce né l'uso né l'età di edificazione. Si presume che risalgano a tempi anteriori al regno di Djoser ed inglobate successivamente nel complesso funerario.

## Magazzini nord
I magazzini erano strutture indispensabili per un complesso funerario che, oltre ad essere un centro di culto per il sovrano defunto, era anche un importante centro economico. Vi si depositavano, oltre agli oggetti necessari allo svolgimento delle cerimonie anche le offerte di cibo ricevute per usi funerari e per il vettovagliamento del personale che vi lavorava similmente a quanto narrato nei papiri di Userkhau di dinastia posteriore.

## Gallerie nord
Le gallerie nord, dette anche "Le gallerie di Mariette" , sono state scoperte su una terrazza situata tra il tempio settentrionale e la cinta muraria. Erano usate come deposito di offerte funerarie e Firth vi rinvenne scorte in cibo, come legumi, granaglie e frutta, conservate in appositi vasi di alabastro.

## Serdabe Statua di Djoser

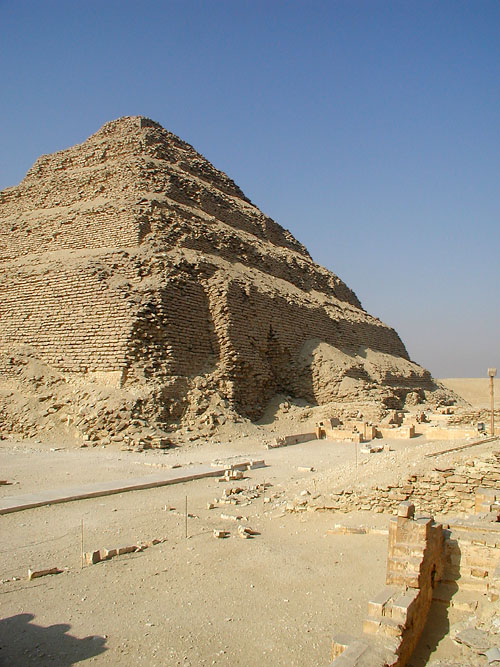
Piramide e serdab

Il serdab di Djoser, situato vicino al tempio settentrionale ed addossato all'estremo angolo ovest della parete della piramide, fu il primo ad essere costruito e risulta inclinato perché avrebbe dovuto seguire la forma del primo gradone a cui si appoggia.

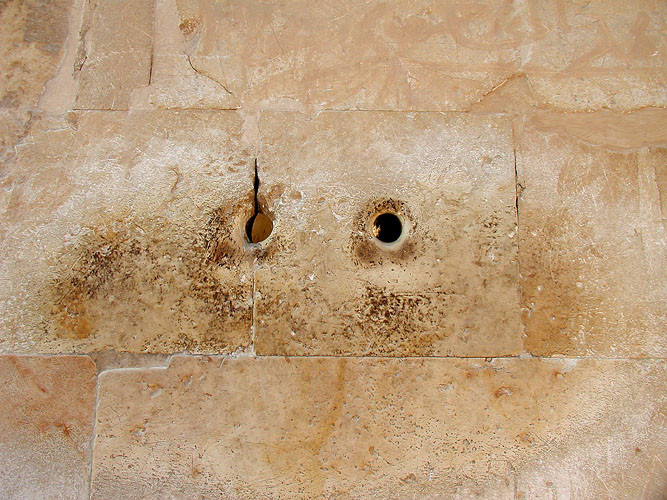
Fori sulla parete del serdab

Conteneva la statua del sovrano, oggi al Museo del Cairo, ritrovata integra se pure priva di occhi mentre nel serdab è stata, oggi, allocata una copia che raffigura a grandezza naturale il sovrano Djoser, vestito con gli abiti giubilari compreso il candido manto.
Attraverso i due fori praticati nel muro, il simulacro poteva osservare le stelle imperiture del cielo settentrionale che mai tramontavano ma anche il mondo esterno dei vivi e le oblazioni.

## Altare nord
L'Altare nord, posto su un rialzo provvisto di rampe, è forgiato, come nella tavola delle offerte, nella forma del geroglifico hetep
| Htp |

similmente a quello meglio conservato del tempio solare di Niuserra ad Abu Gurab.
Non si conosce in quale tipologia di riti venisse usato questo altare.

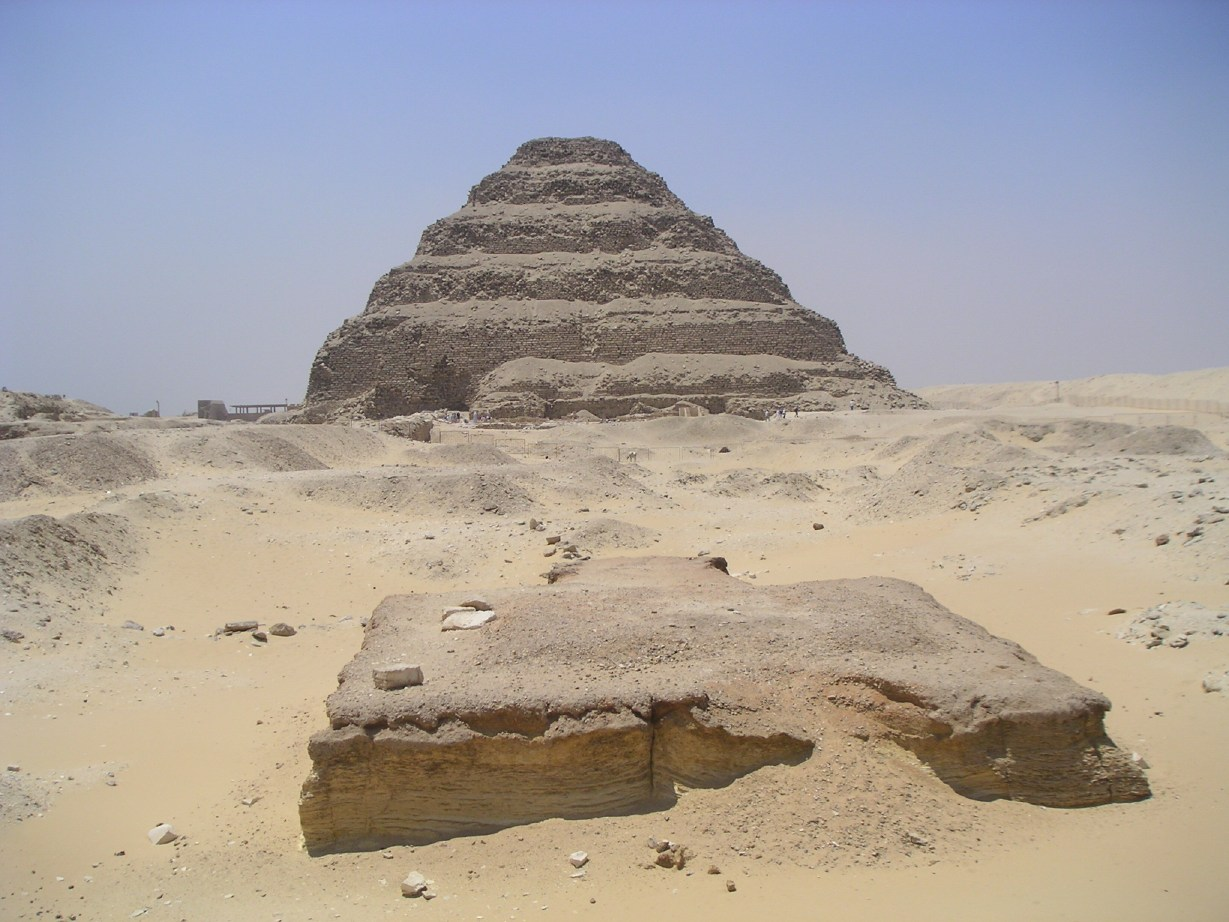
Altare nord